# Präsidentschaftswahl in den Vereinigten Staaten 1964
Die Präsidentschaftswahl in den Vereinigten Staaten 1964  fand am 3. November 1964 statt und war die 45. Wahl des Präsidenten der USA. Kandidat der Demokratischen Partei war der amtierende Präsident Lyndon B. Johnson, der erst ein Jahr zuvor nach dem Attentat auf seinen Vorgänger John F. Kennedy ins Weiße Haus eingezogen war. Für die Republikanische Partei trat der Senator Barry Goldwater an.
Hauptthemen des Wahlkampfes waren im Zuge der Bürgerrechtsbewegung die Bürgerrechte der Afroamerikaner, das beginnende amerikanische Engagement in Vietnam und die internationale Rolle der USA in Zeiten des Kalten Krieges. Lyndon B. Johnson gewann die Wahl überaus deutlich. Lediglich in einigen Südstaaten sowie seinem Heimatstaat Arizona, in denen Johnsons freundliche Politik gegenüber Afroamerikanern auf Ablehnung stieß, gelang es Goldwater, eine Stimmenmehrheit auf sich zu vereinigen. In allen übrigen Bundesstaaten gewann der Amtsinhaber die Mehrheit der Wähler, der damit für eine komplette Amtsperiode als US-Präsident wiedergewählt wurde. Johnson vereinte 61,1 Prozent der Stimmen auf sich – der gemessen an der „popular vote“, des Stimmenanteils der Gesamtwählerschaft (nicht nach Wahlmännern), bis heute höchste Wahlsieg seit James Monroes Wahlsieg im Jahre 1820 (der allerdings zum einen ohne ernstzunehmenden Gegenkandidaten errungen, zum anderen nicht in allen Bundesstaaten durch Volkswahl, sondern in 9 von damals 24 Staaten durch das Parlament des jeweiligen Bundesstaats entschieden worden war). Im entscheidenden Wahlmännergremium erzielte Johnson 486 Stimmen, Goldwater 52. Johnsons Mitkandidat Hubert H. Humphrey wurde zum Vizepräsidenten gewählt.
Parallel fanden Wahlen zum Senat und Wahlen zum Repräsentantenhaus statt. Auch hierbei konnte Johnsons Demokratische Partei massive Zugewinne verbuchen. Die breite Mehrheit in beiden Kongresskammern ermöglichten dem wiedergewählten Johnson, sein umfassendes Sozialprogramm der Great Society in den folgenden Jahren weiterzuführen und auszuweiten.

## Ausgangslage

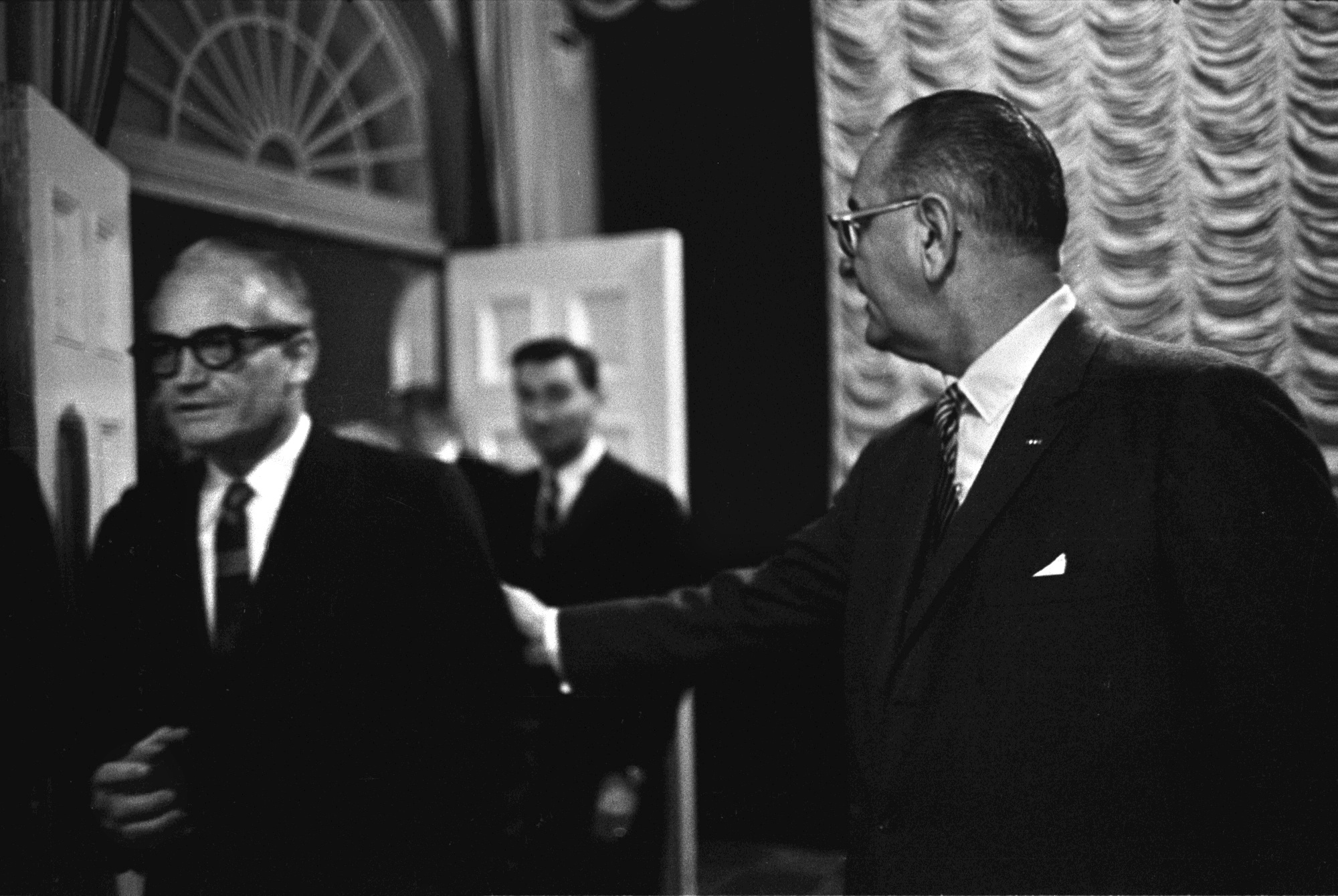
Im Januar 1964 trifft Präsident Lyndon B. Johnson (rechts) auf Senator Barry Goldwater im Weißen Haus

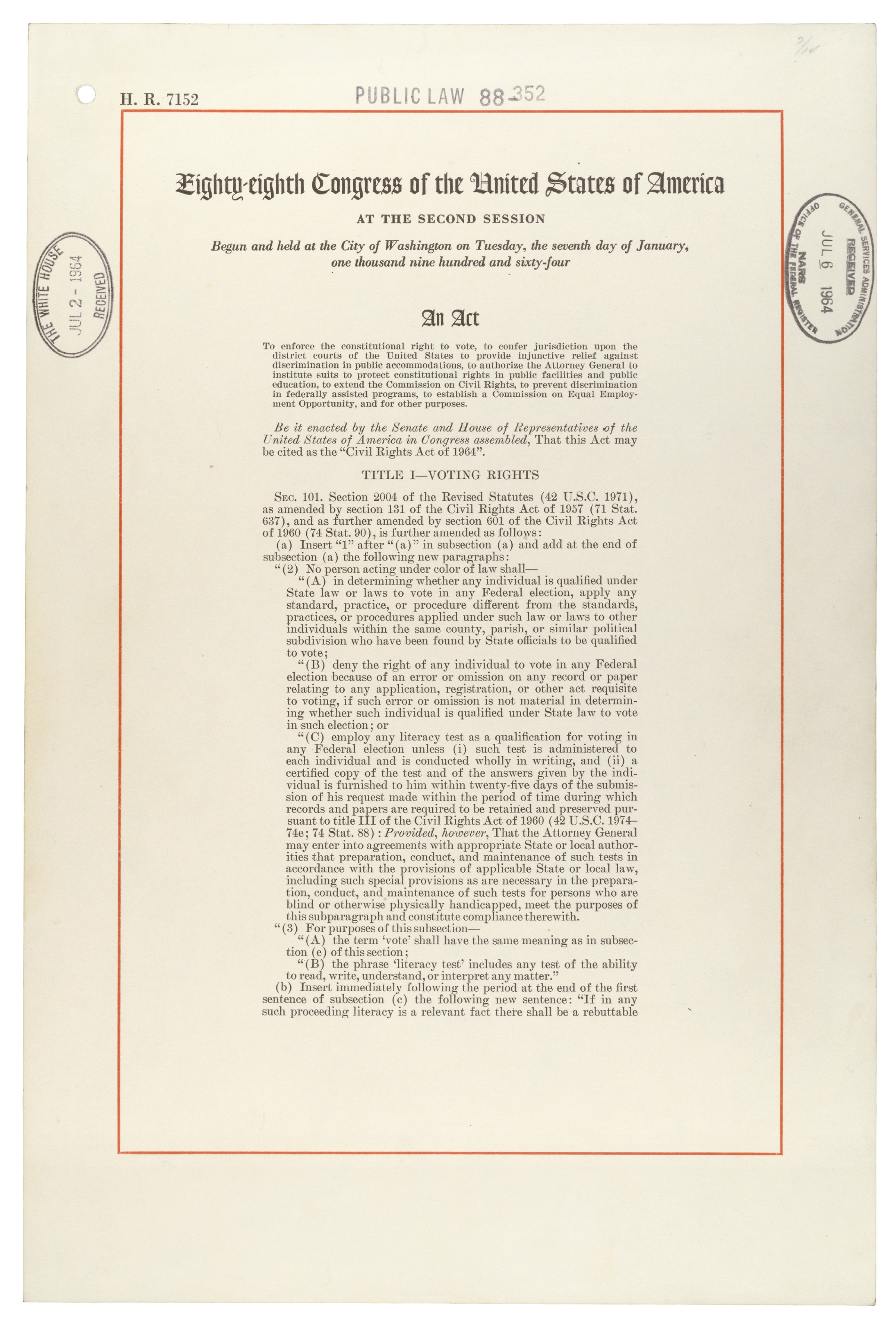
Der Civil Rights Act of 1964, das Gesetz zur Aufhebung der Rassentrennung, offenbarte eine der größten Differenzen zwischen den Kandidaten

### Vorangegangene Wahl und Ermordung Präsident Kennedys
Bei der vorangegangenen Wahl im Jahre 1960 wurde John F. Kennedy, der demokratische Senator aus Massachusetts, zum Präsidenten gewählt, der sich recht knapp gegen den amtierenden Vizepräsidenten Richard Nixon hatte durchsetzen können. Kennedy, der mit damals 43 Jahren der jüngste direkt ins Amt gewählte Präsident wurde, trat innenpolitisch für soziale Reformen und die Gleichberechtigung der Afroamerikaner und weiteren Minderheiten ein. Außenpolitisch ermahnte er in seiner Antrittsrede vom 20. Januar 1961 die USA zur Geschlossenheit und forderte, dass die Vereinigten Staaten gegenüber dem von der UdSSR geführten kommunistischen Ostblock mit allen Mitteln ihre Interessen wahren müssten. Als besonnener Führer hatte er sich auch in Situationen wie der Kubakrise von 1962 gezeigt, als es darum ging, einen militärischen Schlagabtausch mit der Sowjetunion zu verhindern. Gemeinsam mit Kennedy wurde der texanische Senator und demokratische Fraktionsvorsitzende Lyndon B. Johnson zum US-Vizepräsidenten gewählt. Johnson hatte 1960 selbst die demokratische Präsidentschaftskandidatur für sich beansprucht, wurde aber auf dem Parteitag zur Kandidatenkür nur Zweiter nach Kennedy. Um seine Wahlchancen zu erhöhen, entschied sich Kennedy, seinen vormaligen Rivalen Johnson zum Vizepräsidentschaftskandidaten zu erklären. Sowohl Johnsons Herkunft aus Texas, wo Kennedy weniger populär war, als auch seine größere politische Erfahrung (Johnson war neun Jahre älter als Kennedy) ließen ihn als attraktiven Running Mate erscheinen. Unter Johnsons Mitwirken im Wahlkampf 1960 gelang es Kennedy tatsächlich, in einigen südlichen Staaten und vor allem dem bevölkerungsreichen Texas eine Stimmenmehrheit und damit die Wahlmänner dieser Staaten für sich zu verbuchen. Kennedy gewann die Wahl daher, wenn auch nur knapp.
Präsident Kennedy plante, sich bei der Wahl von 1964 für eine zweite Amtszeit zu bewerben. Auch sein Kontrahent von 1960, Nixon, wurde für die Wahl 1964 erneut als Kandidat der Republikanischen Partei gehandelt. Im November 1963, ein knappes Jahr vor der Wahl, reiste Kennedy gemeinsam mit seinem Stellvertreter Johnson nach Texas, um dort seine Beliebtheit aufzubessern, die aufgrund seiner Sympathie mit der afroamerikanischen Bürgerrechtsbewegung gering war. Am 22. November 1963 jedoch wurde Kennedy bei einer Autofahrt durch Dallas bei einem Attentat erschossen. Der amerikanischen Verfassung entsprechend wurde Johnson noch am selben Tag in Dallas an Bord der Air Force One zum Präsidenten vereidigt. Gemäß der Verfassung übernimmt beim Wegfall des Präsidenten der Vizepräsident das Präsidentenamt für die verbleibende Dauer der Amtsperiode, wird also nächster US-Präsident.

### Politische Entwicklungen nach Kennedys Ermordung
Nach seiner Amtsübernahme machte sich Johnson daran, die von Kennedy angestrebten Reformen umzusetzen. Kennedy war es bisher nicht gelungen, die Rassentrennung aufzuheben. Ein entsprechendes Gesetz wurde zwar im US-Kongress diskutiert, zum Zeitpunkt von Kennedys Ableben lag eine Verabschiedung jedoch noch in weiter Ferne. Bereits wenige Tage nach seinem Amtsantritt ließ Johnson erkennen, dass er Kennedys Engagement fortführen würde. Bereits hier trat eine deutliche Differenz zwischen Johnson und konservativen Politikern wie Barry Goldwater zu Tage. Goldwater hatte zwar nicht die Bürgerrechtsbewegung unter Martin Luther King an sich abgelehnt, jedoch verwahrte er sich insbesondere der Zuständigkeit des Bundes. Unter starkem Druck auf die Senatoren und Abgeordneten gelang es Johnson, den Civil Rights Act of 1964 zu verabschieden. Dieses historisch sehr bedeutende Gesetz, das er am 2. Juli 1964 unterzeichnete, hob die landesweite Rassentrennung auf und räumte Schwarzen mehr Bürgerrechte ein. Der Präsident hatte so deutlich für die Afroamerikaner Partei ergriffen, dass die Öffentlichkeit damit rechnete, dass er in der bevorstehenden Präsidentschaftswahl aus den konservativen Südstaaten nur wenig Stimmen erhalten würde. Auch in anderen sozialpolitischen Fragen vertraten Johnson und Goldwater gegensätzliche Standpunkte. So hatte der Präsident zahlreiche Programme zur Beseitigung der Armut ins Leben gerufen, während Goldwater Johnsons Innenpolitik verunglimpfte, weil dieser sich nach seiner Auffassung zu sehr in die Angelegenheiten der Bundesstaaten und der Bevölkerung einmische.
Außenpolitisch hatte Johnson den Kurs seines Vorgängers größtenteils beibehalten. Er stand in Zeiten des Kalten Krieges für eine friedliche Koexistenz mit der UdSSR. Im von Kennedy massiv vorangetriebenen US-Engagement in Südvietnam (das drohte, durch den kommunistischen Norden übernommen zu werden) hatte er bislang an der Strategie der militärischen Beratung des US-Verbündeten Südvietnam festgehalten. Goldwater kritisierte Johnson offen für seine „zu weiche“ Haltung in dem Konflikt, der allerdings in der amerikanischen Öffentlichkeit nicht besonders viele Menschen interessierte. Anfang August 1964, als der Wahlkampf an Intensität zu gewinnen begann, wurden im Golf von Tonkin innerhalb von zwei Tagen zwei bewaffnete Angriffe auf ein US-Aufklärungsschiff durch kommunistische Schnellboote gemeldet. Trotz der zum Teil unklaren Sachlage beim zweiten Vorfall (der, wie inzwischen nachgewiesen wurde, gar nicht stattgefunden hatte und somit eine Falschmeldung an die US-Regierung war) entschied sich Präsident Johnson zunächst zu einer begrenzten Vergeltungsaktion der US-Streitkräfte, indem er die Bombardierung aus der Luft auf militärische Ziele in Nordvietnam anordnete. Außerdem ersuchte er den Kongress um eine Resolution, die dem Präsidenten künftig das Recht einräumte, auf solche Vorfälle militärisch ohne weitere legislative Zustimmung zu antworten. Obwohl Johnson im Gegensatz zu Goldwater einen ausgeweiteten Krieg bislang ablehnte, waren damit die Weichen für den künftigen Vietnamkrieg gestellt. Dennoch wurde die sogenannte Tonkin-Resolution, die im Repräsentantenhaus ohne Gegenstimme und im Senat mit zwei Gegenstimmen angenommen wurde, auch als ein wahltaktisches Manöver Johnsons betrachtet, um zu demonstrieren, dass der Machthaber im Weißen Haus den Kongress „unter Kontrolle hatte“.

## Kandidaten

### Demokraten
Folgende Personen ersuchten um die Nominierung durch die Demokratische Partei:
- Lyndon B. Johnson, Präsident der Vereinigten Staaten aus Texas
- George Wallace, Gouverneur von Alabama

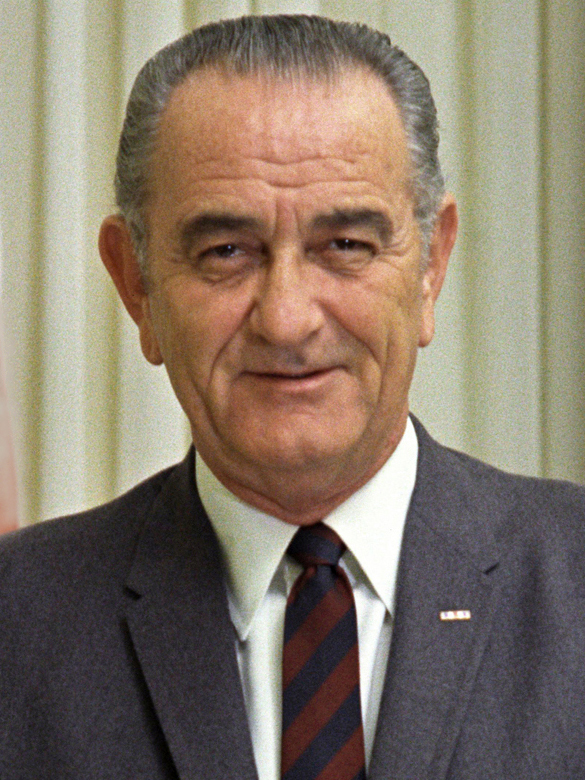
Präsident Lyndon B. Johnson
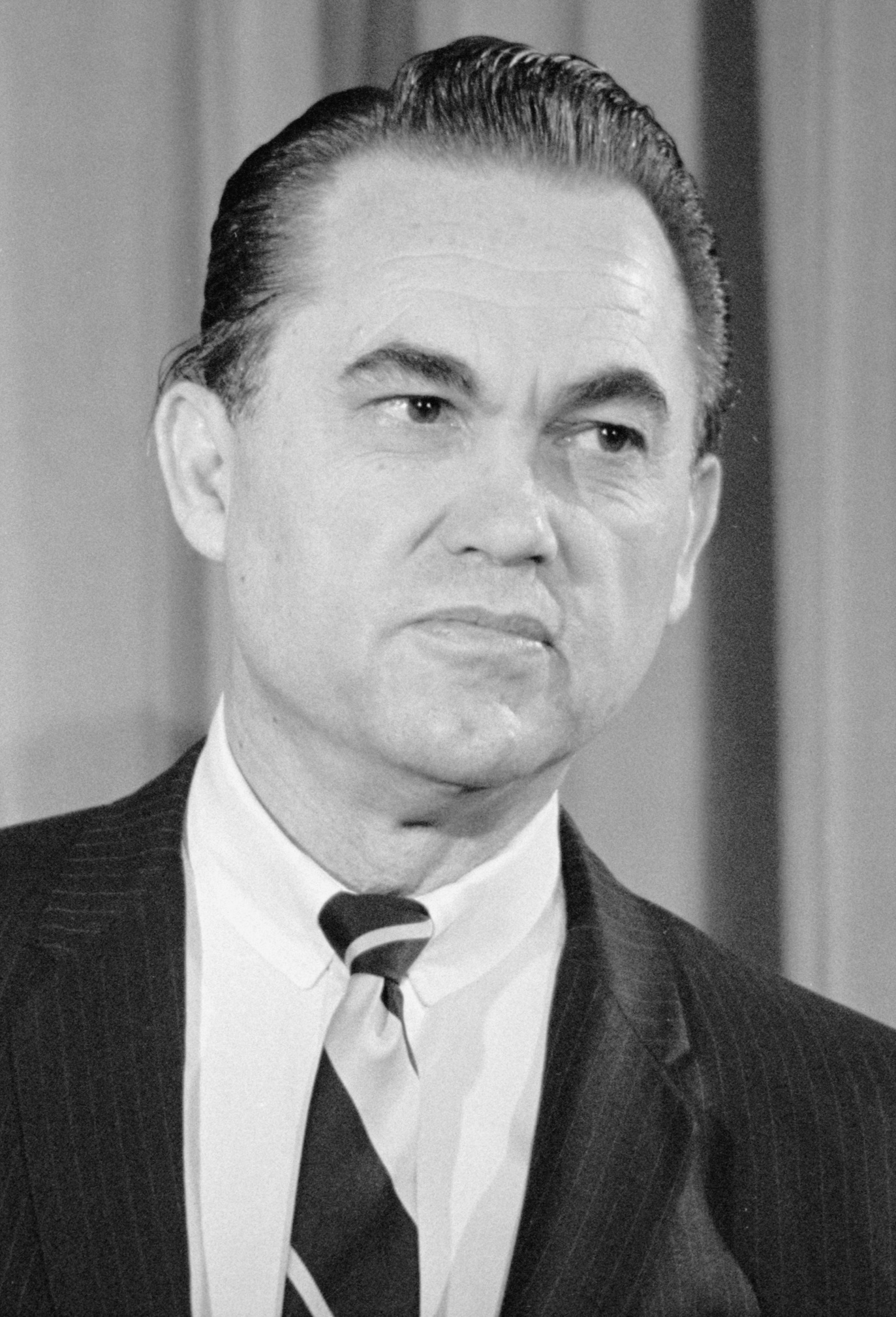
Gouverneur von Alabama George Wallace

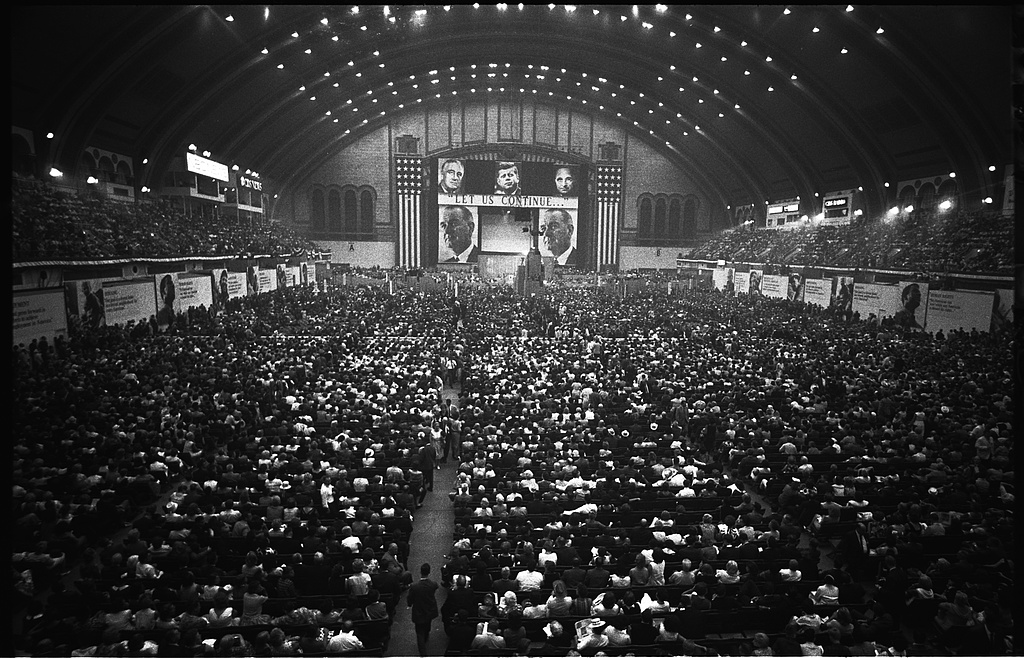
Demokratischer Parteitag in Atlantic City, 24.–27. August 1964

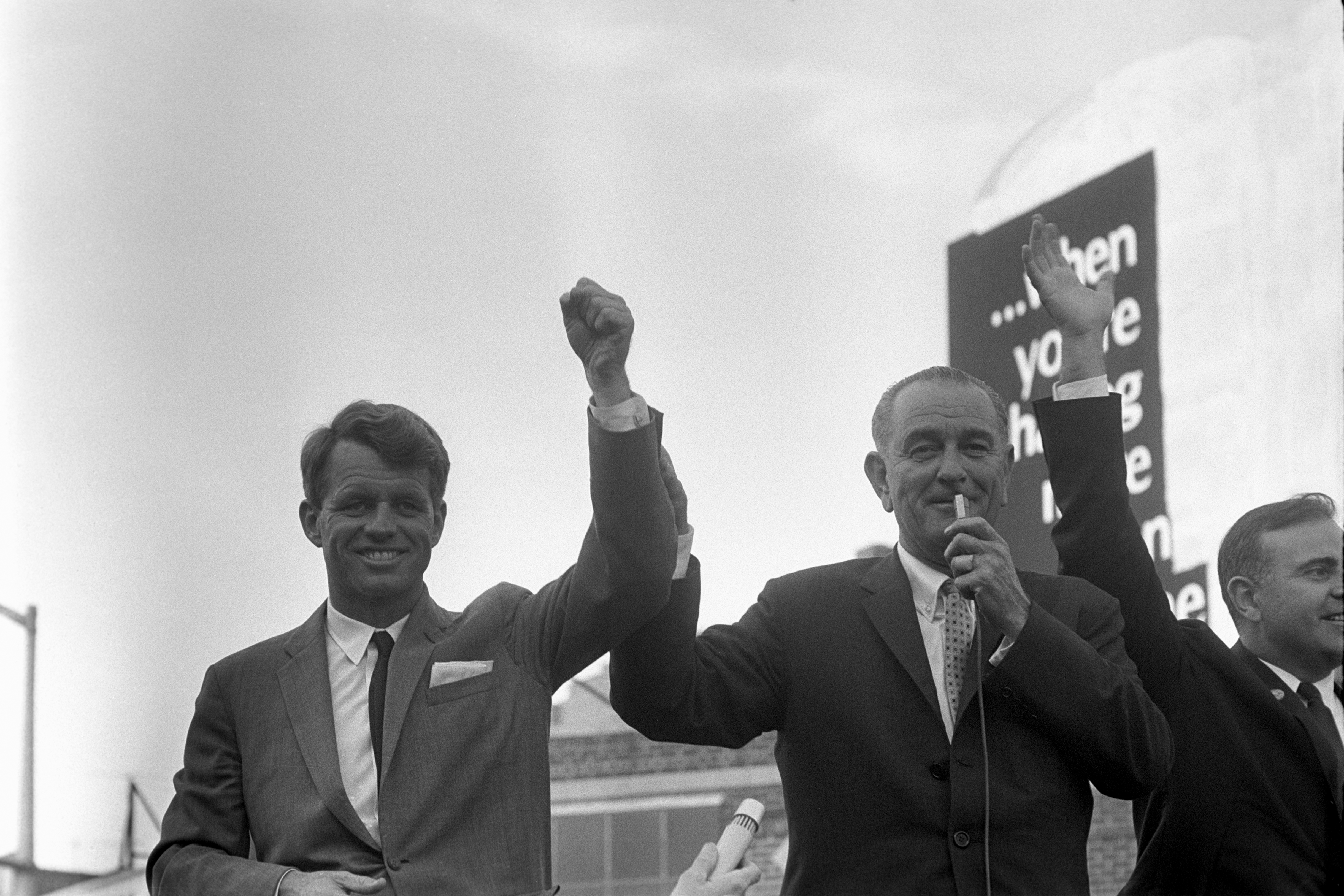
Robert F. Kennedy (links) gemeinsam mit Lyndon B. Johnson bei einem Wahlkampfauftritt in New York am 15. Oktober 1964

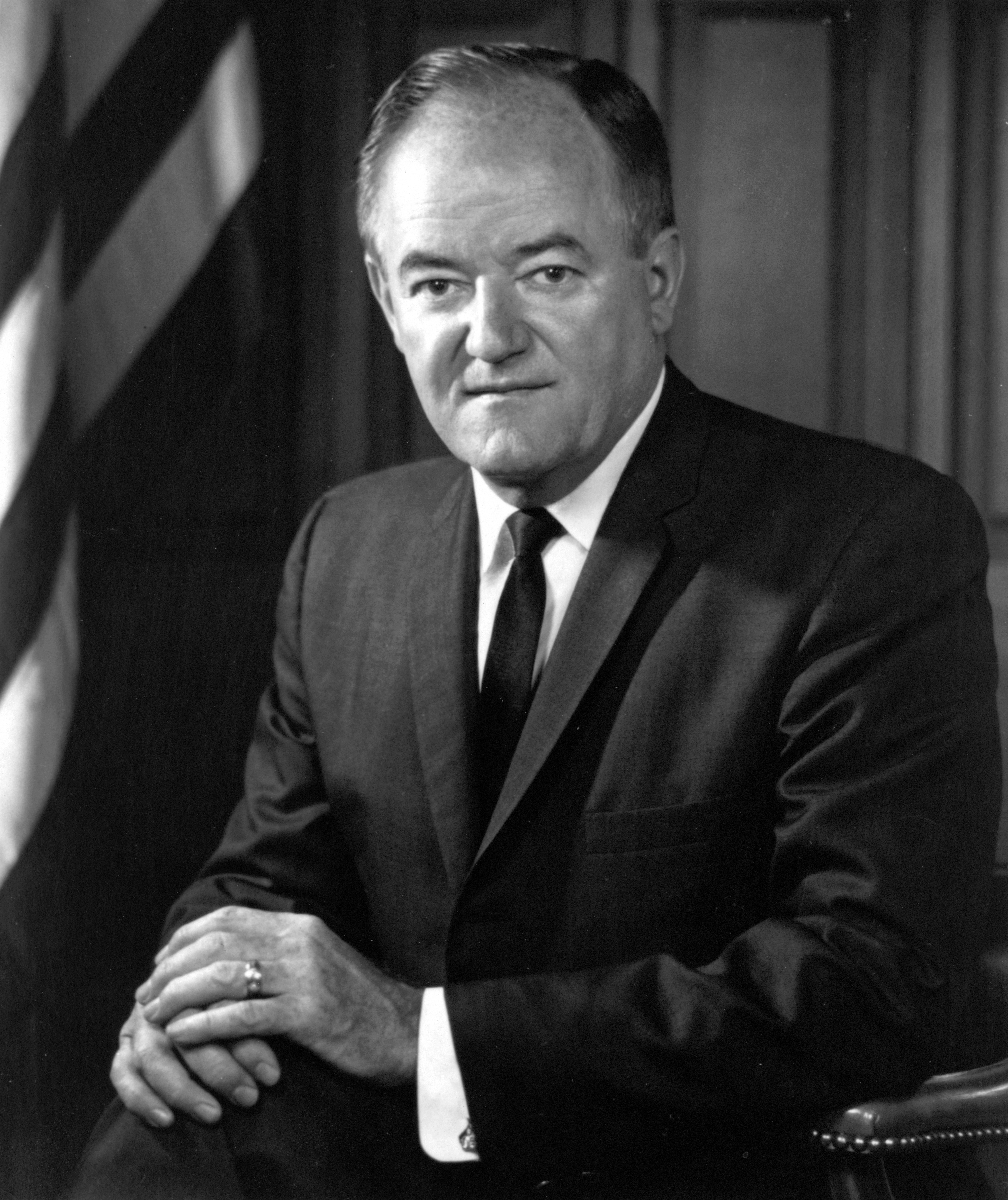
Hubert H. Humphrey, Johnsons Kandidat für die Vizepräsidentschaft

#### Vorwahlen
Bereits zu Beginn des Jahres galt die Nominierung des amtierenden Präsidenten Lyndon B. Johnson als sicher. Die Demokratische Partei sah sich mit dem seit November 1963 regierenden Staatsoberhaupt in der Tradition John F. Kennedys, dessen Name sich zwischenzeitlich zu einem Mythos entwickelt hatte. Johnson hatte das Reformprogramm seines Vorgängers fortgeführt und erweitert, wobei es ihm gelang, deutlich mehr Gesetzesvorlagen durch den Kongress zu bringen als sein Vorgänger. Er stand innenpolitisch insbesondere für die Interessen des mittelständischen Bürgertums, der Arbeiterklasse und der armen Leute. Auch seine afroamerikanerfreundliche Politik fand in vielen nördlichen Staaten innerhalb der Partei Zuspruch. Dennoch gab es auch konservative Stimmen, die insbesondere Johnsons Einsatz für Afroamerikaner kritisierten. Daher entschloss sich der konservative Gouverneur von Alabama, George Wallace, Johnson bei den parteiinternen Vorwahlen herauszufordern. Zwar konnte Wallace auch im Norden überraschend mehr Zuspruch finden als erwartet, dennoch war er dem Amtsinhaber landesweit deutlich unterlegen. In den wenigen Bundesstaaten, die staatenweite Vorwahlen durchführten, konnten sich überwiegend regional bekannte Politiker (favorite sons) durchsetzen, die als Strohmänner für Johnson antraten. Von den Primaries in 15 Bundesstaaten hatte Lyndon B. Johnson in sieben gewonnen, ohne dass er überhaupt Wahlkampf für sich betrieben hatte. Viele Stimmen erhielt in Kalifornien Pat Brown, der Gouverneur dieses Staates, der jedoch Präsident Johnson unterstützte. Es wurde daher spekuliert, ob Johnson Brown zum Vizepräsidentschaftskandidaten erklären würde.

#### Nominierungsparteitag und Vizepräsidentschaftskandidatur
Im Vorfeld des Nominierungsparteitages wurde von einigen demokratischen Politikern eine mögliche Kandidatur Robert F. Kennedys als Vizepräsident ins Gespräch gebracht. Auch die US-Medien mutmaßten, der jüngere Bruder John F. Kennedys und amtierende Justizminister im Kabinett Johnson könne möglicherweise als Anwärter auf die Vizepräsidentschaft aufgestellt werden. Da Robert Kennedy 1960 zu verhindern versucht hatte, dass Johnson als Vizepräsident seines Bruders kandidierte, war dem Präsidenten allerdings wenig daran gelegen, ausgerechnet ihn als Mitkandidat aufzustellen. Robert Kennedy hingegen hatte durchaus Ambitionen auf dieses Amt, um möglicherweise selbst für das Präsidentenamt zu kandidieren, wenn Johnson seine politische Laufbahn beenden würde. Der Johnson-Biograf Robert Dallek beschrieb es als das „Bobby-Problem“, da Johnson um die öffentliche Begeisterung für Robert Kennedy wusste, ihn jedoch aufgrund ihrer gegenseitigen Abneigung nicht als Vizepräsidenten akzeptieren wollte. Vor dem Parteitag verkündete Johnson daher überraschend, dass kein Mitglied seines Kabinetts für den Vizeposten in Frage käme, da dies die Arbeit der Regierung störe. Johnson erwirkte außerdem, dass Robert Kennedy erst nach der Wahl der beiden Kandidaten vor den Delegierten seine Parteitagsrede halten würde, um so eine spontane Nominierung Kennedys als Vizekandidat zu verhindern. Auf dem Parteitag wurde er, Kennedy, tatsächlich mit einem 20-minütigem Applaus bejubelt, der jedoch seiner Meinung nach eher dem verstorbenen Bruder galt. Nachdem Johnson die Mitkandidatur Robert Kennedys ausgeschlossen hatte, trat dieser als Justizminister zurück und entschied sich stattdessen für eine Kandidatur zum Senator im Bundesstaat New York. Der Präsident unterstützte die Senatskandidatur Robert Kennedys ausdrücklich, da auch Johnson ein Interesse daran hatte, den amtierenden republikanischen Senator Kenneth Keating abzusetzen. Im Oktober absolvierten beide mehrere Wahlkampfauftritte in New York. Kennedy setzte sich am Wahltag dann tatsächlich durch und wurde zum Senator gewählt. In seinen Memoiren schrieb Johnson später, er habe einen Mitkandidaten aus dem Mittleren Westen auswählen wollen, um sich aus diesem Landesteil viele Stimmen zu sichern. Insbesondere in den ländlich geprägten Gebieten des Mittleren Westens wurde Goldwater im Vorfeld der Wahl als stark angesehen.
Seine Entscheidung für die Vizepräsidentschaftskandidatur verkündete Johnson erst mit Beginn des Parteitages (Democratic National Convention), der zwischen dem 24. und 27. August in Atlantic City in der Boardwalk Hall stattfand. Bereits im Vorfeld hatte George Wallace wegen mangelnder Unterstützung seine Kampagne eingestellt. Am 27. August, dem 56. Geburtstag Johnsons, wurde der Amtsinhaber per Akklamation einstimmig für die Wiederwahl zum Präsidenten nominiert. Als Kandidaten für das Amt des Vizepräsidenten wählte er den linksliberalen Senator Hubert H. Humphrey aus Minnesota.
Für Aufsehen am Rande des demokratischen Parteitages sorgte eine Meinungsverschiedenheit um die offizielle Delegation des Bundesstaates Mississippi, da einige Afroamerikaner die unzureichende Ausführung der wenige Wochen zuvor von Präsident Johnson unterzeichneten Bürgerrechtsgesetze beklagten. Einige Afroamerikaner stellten neben der offiziellen Delegation aus Weißen eine eigene Delegation aus Afroamerikanern zusammen, die auf dem Parteitag ebenfalls ein Stimmrecht forderte. Die demokratische Parteiführung initiierte einen Kompromiss, sodass die Gruppe der Afroamerikaner zwar nicht als offizielle Delegation ihres Staates anerkannt wurde, jedoch ein Abstimmungsrecht auf der Convention erhielt. Die Nominierungen von Johnson und Humphrey als Kandidaten erfolgte dennoch einstimmig, zumal es zum Amtsinhaber keinen ernsthaften Gegner mehr gab.

### Republikaner
Um die Nominierung der Republikanischen Partei bemühten sich folgende Personen:
- Barry Goldwater, Senator aus Arizona
- Nelson Rockefeller, Gouverneur von New York
- Margaret Chase Smith, Senatorin aus Maine
- Hiram Fong, Senator aus Hawaii
- Henry Cabot Lodge Jr., ehemaliger Senator aus Massachusetts und Vizepräsidentschaftskandidat 1960
- John W. Byrnes, Abgeordneter im Repräsentantenhaus aus Wisconsin

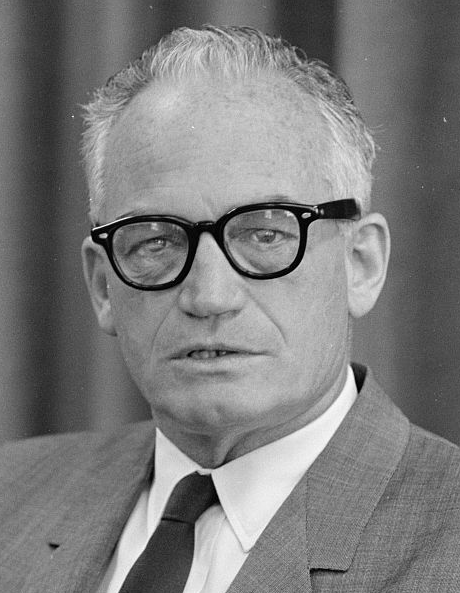
Senator Barry Goldwater
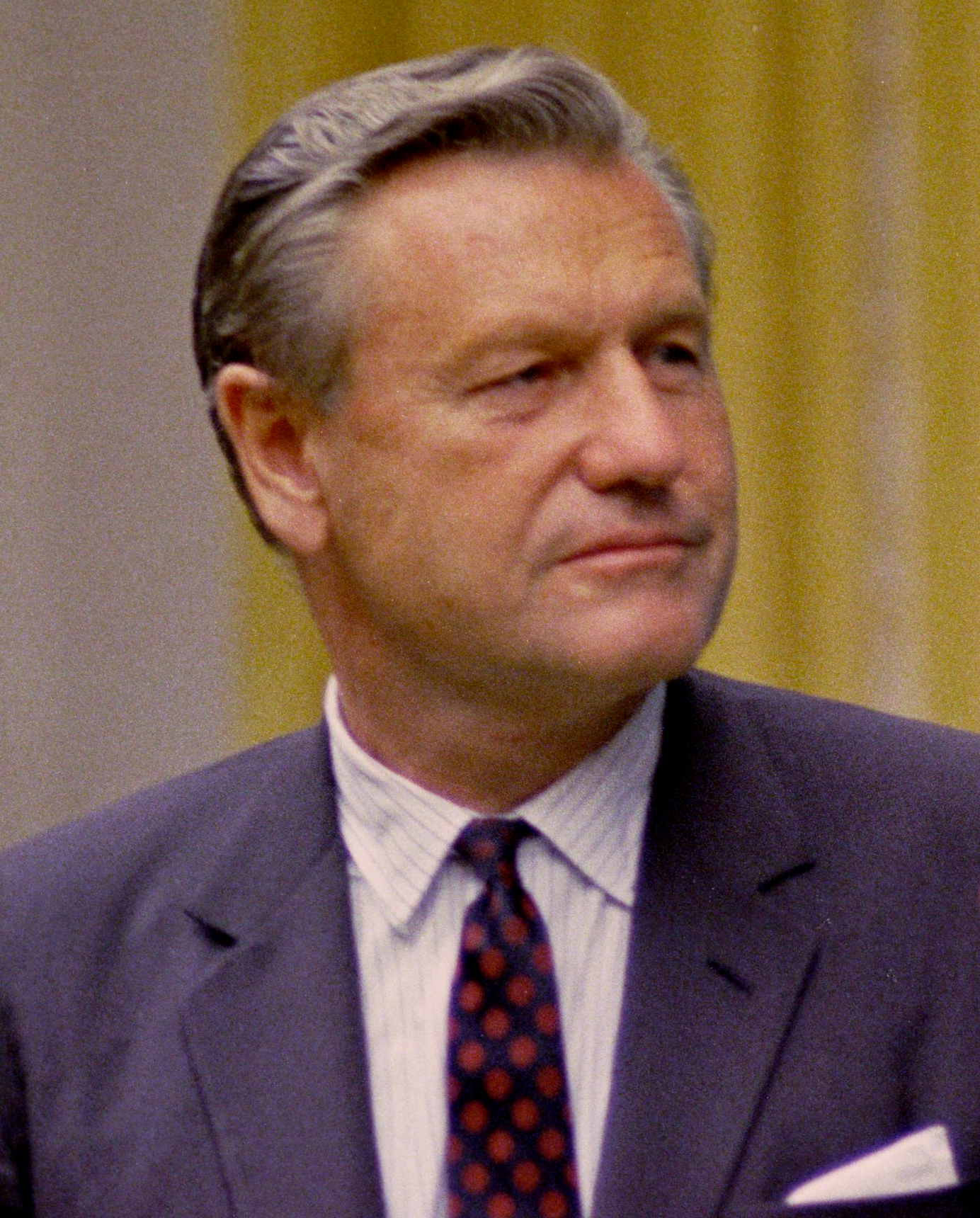
Gouverneur von New York Nelson Rockefeller
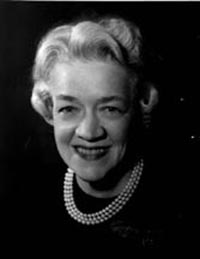
Senatorin Margaret Chase Smith
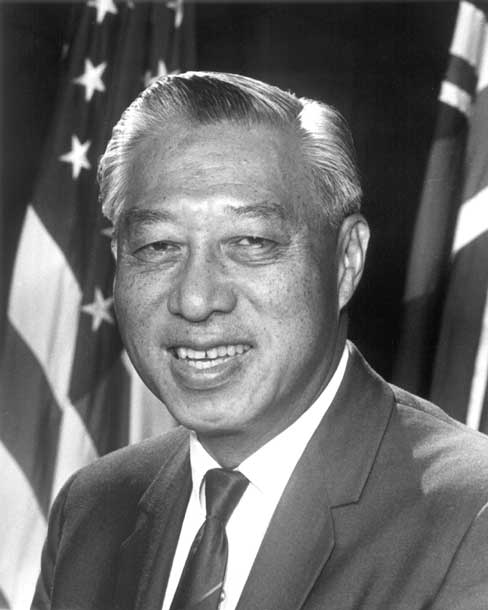
Senator Hiram Fong
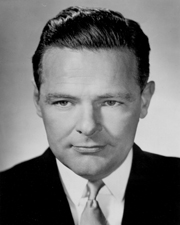
Ex-Senator Henry Cabot Lodge Jr.
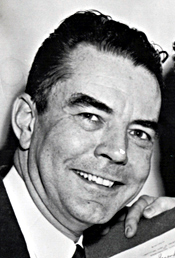
Abgeordneter John W. Byrnes

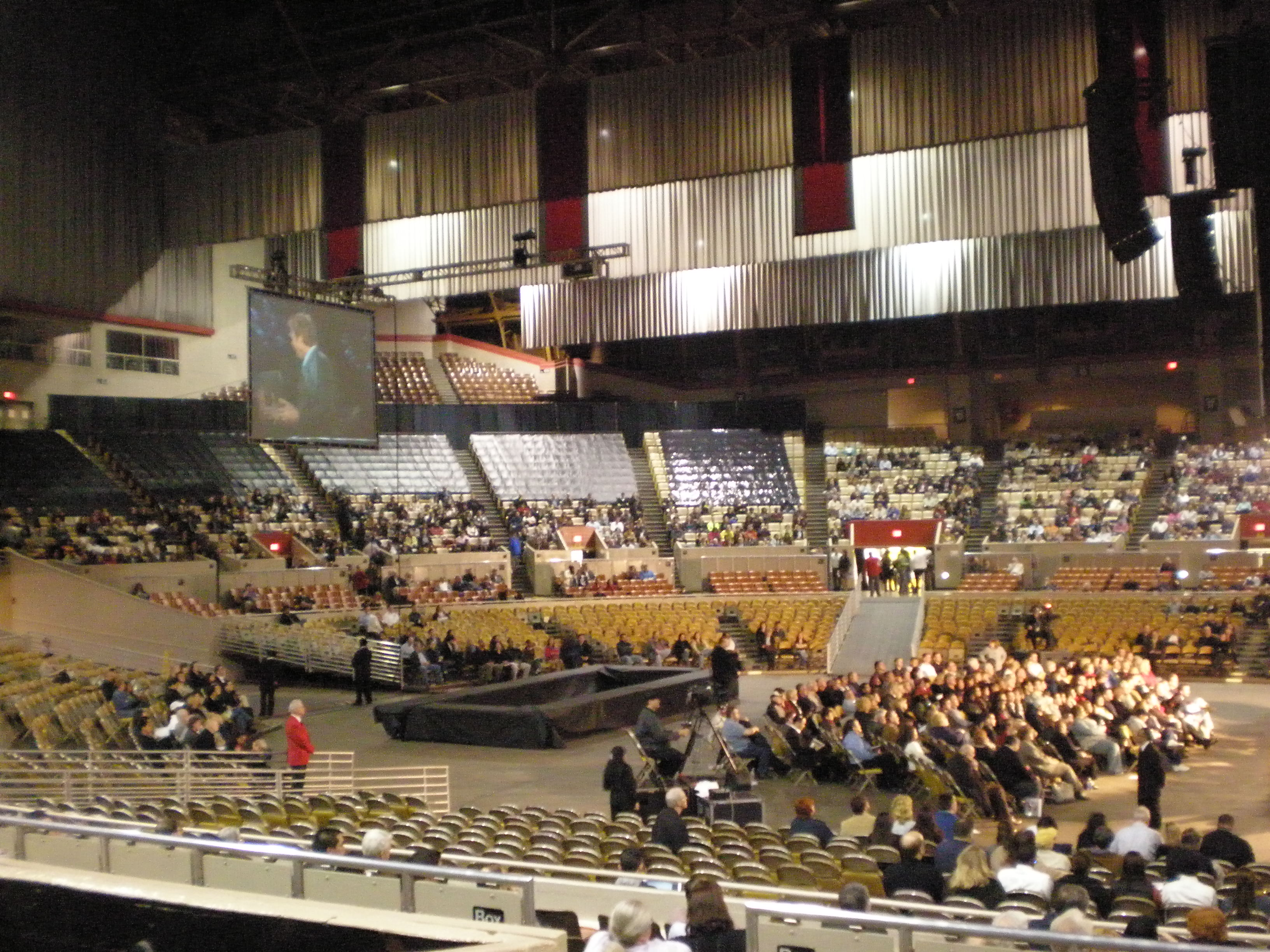
Innenansicht des Cow Palace in San Francisco, Austragungsort des Republikanischen Parteitages 1964

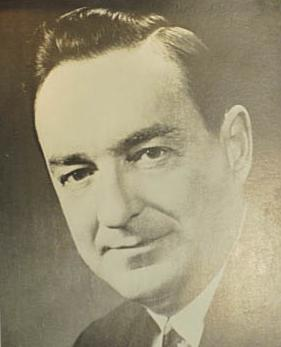
Vizepräsidentschaftskandidat Goldwaters William E. Miller

#### Ausgangslage bei den Republikanern
Die Republikanische Partei war bereits zu Beginn des Jahres mit Beginn der Vorwahlen (Primary) in zwei Lager gespalten: Einen liberalen Flügel gemäßigter Politiker und einen konservativen Flügel, der insbesondere der afroamerikanischen Bürgerrechtsbewegung misstrauisch gegenüberstand. Liberale Strömungen der Partei wurden von New Yorks Gouverneur Nelson Rockefeller angeführt, während die konservativen Kräfte die Kandidatur des Senators Barry Goldwater aus Arizona vorantrieben. Sowohl Rockefeller als auch Goldwater hatten sich bereits 1960 um die Spitzenkandidatur ihrer Partei bemüht, waren damals aber an Richard Nixon, dem amtierenden Vizepräsidenten der scheidenden Eisenhower-Regierung, klar gescheitert. Nixon, der 1960 in einer knappen Entscheidung John F. Kennedy unterlag, galt in der US-Öffentlichkeit lange Zeit als potenzieller Kandidat für die Präsidentschaft 1964, obwohl er nach der Niederlage bei der kalifornischen Gouverneurswahl 1962 das Ende seiner politischen Laufbahn bekanntgegeben hatte. In der Öffentlichkeit dementierte Nixon 1963 wiederholt, dass er in der Wahl von 1964 kandidieren werde. Dennoch galt Nixon in den Medien lange Zeit als möglicher Kandidat, insbesondere da er keinem der beiden Flügel klar zuzurechnen war. Er gab sich nach außen zwar als konservativ, vertrat aber in vielen innenpolitischen Themenfeldern gemäßigte Positionen.

#### Vorwahlen
Nachdem bereits 1963 Mutmaßungen über eine Wahlteilnahme aufkamen, verkündete Barry Goldwater am 3. Januar 1964 seine Kandidatur für die Republikanische Partei. Insbesondere konservative Kreise des Südens und des Mittleren Westen unterstützten die Kandidatur Goldwaters, da er sich für massive Steuersenkungen und Interessen der Großunternehmen engagierte. Obwohl sich noch einige weitere Kandidaten um die Nominierung der Republikanischen Partei bewarben, kristallisierte sich New Yorks Gouverneur Nelson Rockefeller rasch als schärfster Rivale Goldwaters heraus. Alle anderen Bewerber galten als Außenseiter und waren nicht in der Lage, mehr als eine der 16 Vorwahlen zu gewinnen. Lediglich Henry Cabot Lodge Jr. gewann überraschend in New Hampshire die erste Primary. Auch in New Jersey und Massachusetts gelang Lodge der Sieg über Rockefeller und Goldwater, bis er seinen Verzicht auf die Präsidentschaftskandidatur bekannt gab. In Folge gelang es Goldwater bei mehreren Vorwahlen deutlich zu siegen, darunter in Texas, Illinois und Indiana. Währenddessen konnte Rockefeller die Vorwahlen in West Virginia und Oregon für sich entscheiden. Rockefeller hatte darüber hinaus einige lokale Caucus-Vorwahlen in Staaten ohne Primaries gewonnen, mehrheitlich im Nordosten der Vereinigten Staaten, der im Gegensatz zu ländlicheren Staaten liberaler eingestellt war und somit Rockefeller gegenüber Goldwater bevorzugte. Den übrigen Kandidaten gelang es nicht, ihre Unterstützung überregional auszubauen, sodass ihre Nominierung bereits im Frühjahr 1964 ausgeschlossen wurde. In einigen Staaten wurden, wie auch bei der Demokratischen Partei, lokale Persönlichkeiten auf die Wahlzettel eingetragen und sie hatten in ihrem jeweiligen Staat auch eine Vorwahl gewonnen, allerdings gelang auch hier keinem, überregional Zustimmung in der Republikanischen Partei zu finden.
Die entscheidende Wende der republikanischen Vorwahlen brachte der Staat Kalifornien. Gouverneur Rockefeller konnte die Umfragen im Westküstenstaat zwar zunächst anführen, verlor dann aber rasch an Boden gegen Goldwater. Am 2. Juni 1964 entschied Goldwater die kalifornische Vorwahl mit hauchdünnem Vorsprung für sich, insbesondere da er auch von lokalen republikanischen Kräften unterstützt wurde. Er vereinte dort 51 Prozent der Stimmen auf sich, für Rockefeller sprachen sich 49 Prozent aus. Goldwater sicherte sich damit die 86 Parteitagsdelegierten, die der Bundesstaat zu vergeben hatte, und brachte nach dem Vorwahlsieg in Texas de facto eine Mehrheit auf dem republikanischen Nominierungsparteitag zu Stande. Als hauptsächliche Ursache für Rockefellers Niederlage in den Vorwahlen werden weniger seine politischen Ansichten angesehen, sondern insbesondere seine Scheidung und rasche Wiederverheiratung mit einer 15 Jahre jüngeren Frau im Jahr zuvor.

#### Nominierungsparteitag und Vizepräsidentschaftskandidatur
Der Republikanische Nominierungsparteitag (Republican National Convention) fand von 13. bis zum 16. Juli 1964 in San Francisco, Kalifornien statt. Goldwater erreichte eine klare Mehrheit: 883 der 1.308 Delegierten hatten sich für ihn ausgesprochen, Rockefeller erhielt lediglich 114 Stimmen. Die restlichen Voten verteilten sich größtenteils auf Kandidaten, die nicht aktiv an den Vorwahlen teilgenommen hatten und lediglich regionale Vorwahlsiege verbuchen konnten. In seiner Parteitagsrede sprach Goldwater davon, dass „Extremismus keine Schande bei der Verteidigung der Freiheit sei“, was insbesondere von liberalen und gemäßigteren Kräften der Partei in weniger gutem Licht gesehen wurde. Einige Beobachter sahen dies bereits als Befürchtung an, Goldwater könne die Wahl verlieren. Für Unmut sorgte auch, dass der Parteitag von Protesten der Bürgerrechtsbewegung begleitet wurde, da speziell Afroamerikaner Goldwaters Haltung zur Aufhebung der Rassentrennung und sein Votum im Senat gegen den Civil Rights Act kritisierten.
Als Vizepräsidentschaftskandidaten wählte Goldwater den wenig bekannten William E. Miller aus, der dem republikanischen Nationalkomitee vorsaß und Abgeordneter im Repräsentantenhaus war.

### Weitere Parteien
Kandidaten kleinerer Parteien waren Eric Hass von der Socialist Labor Party, Clifton DeBerry von der Socialist Workers Party, E. Harold Munn von der Prohibition Party und John Kasper von der National States’ Rights Party. Sie alle nahmen jedoch weder im Wahlkampf noch beim Wahlausgang eine wichtige Rolle ein und wurden auch in den US-Medien nicht rezeptiert.

## Wahlkampf

### Innenpolitische Auseinandersetzung

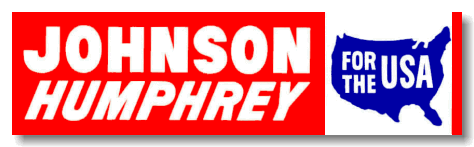
Logo des Johnson/Humphrey Wahlkampfes

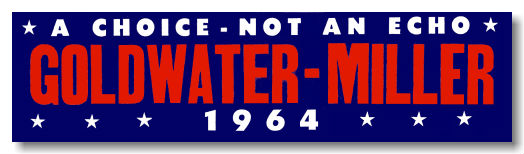
Logo des Goldwater/Miller Wahlkampfes

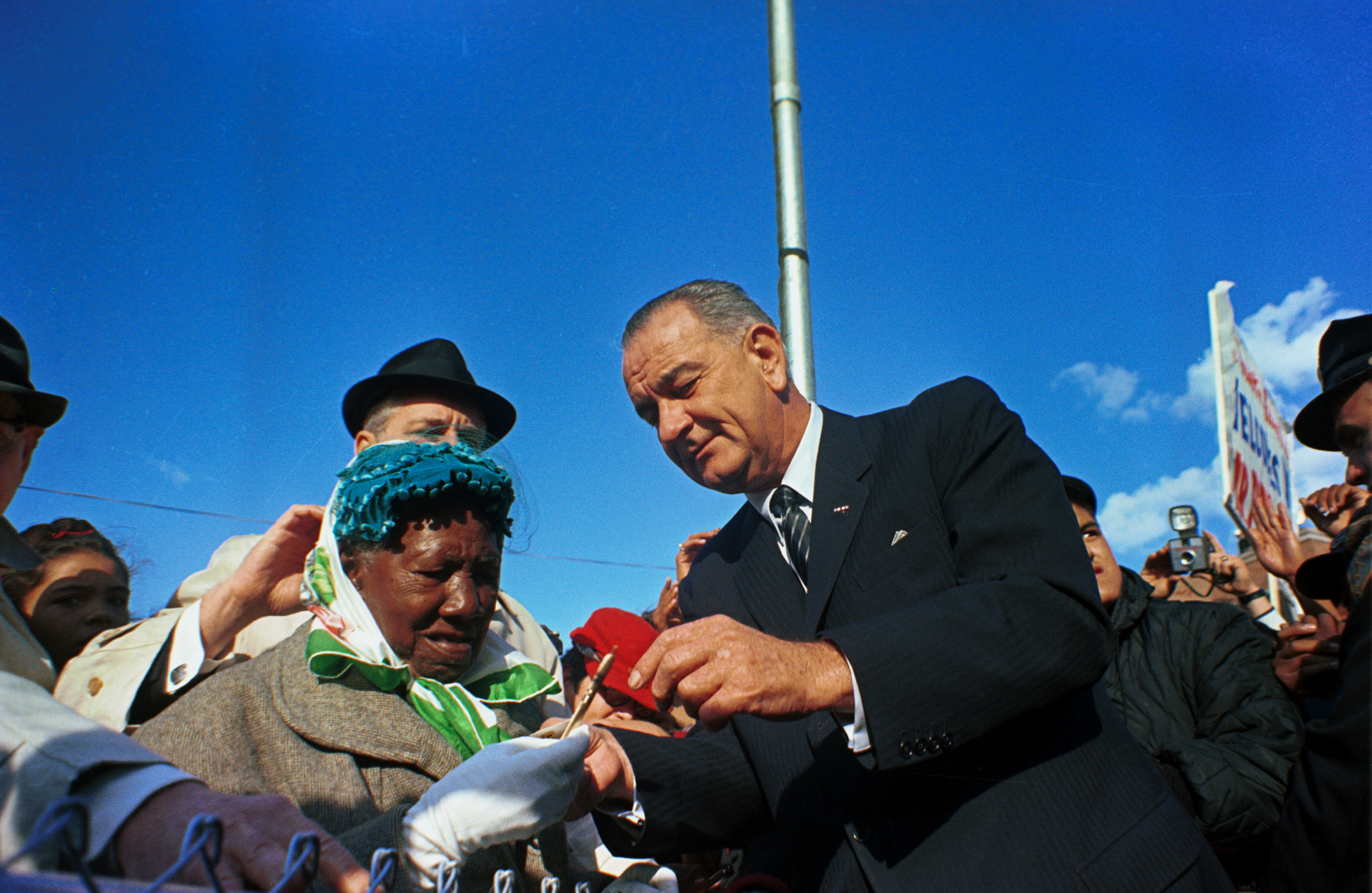
Lyndon B. Johnson gibt auf einer Wahlkampfreise in Illinois ein Autogramm, Oktober 1964

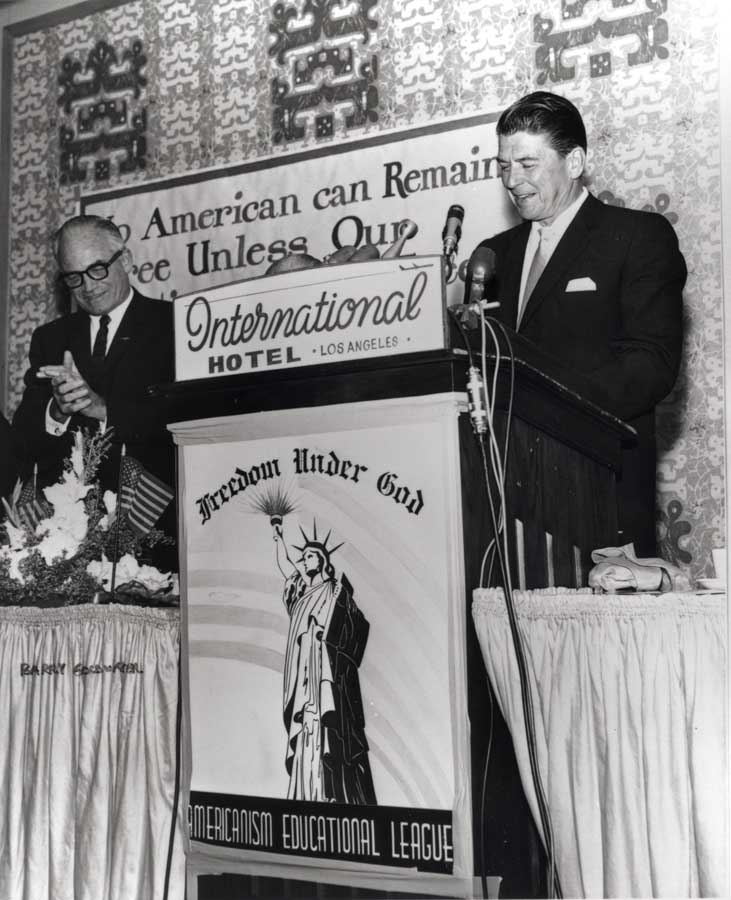
Wahlkampfauftritt von Barry Goldwater (links) und seinem Unterstützer Ronald Reagan (am Pult)

Goldwater konzentrierte sich bereits früh, schon während der Vorwahlen, auf Attacken gegen die Innenpolitik Präsident Johnsons. Er sprach sich für einen drastischen Abbau von Sozialprogrammen aus und forderte mehr Eigenverantwortlichkeit der Bürger sowie mehr Kompetenzen für die Einzelstaaten und damit weniger Macht für die Bundesregierung. Vor allem mithilfe von Werbespots, die ab September 1964 landesweit ausgestrahlt wurden, versuchten Goldwater und sein Team die Furcht der Bürger zu schüren, die Washingtoner Regierung würde sich unter den regierenden Demokraten zu sehr in die Belange der Bürger einmischen und die Wirtschaft zu stark regulieren. Insbesondere im landwirtschaftlichen Bereich sollten nach Goldwaters Vorstellungen jegliche Markteingriffe abgeschafft werden, um so die freie Konkurrenz zu ermöglichen. Viele seiner innenpolitischen Überzeugungen lehnten sich an die Laissez-faire-Politik der republikanischen Regierungen in den 1920er-Jahren an. Als sich jedoch abzeichnete, dass gerade diese These bei den Farmern des Mittleren Westens unbeliebt war, korrigierte Goldwater an dieser Stelle seine Position zum Teil wieder, da man auf Seiten des republikanischen Wahlkampfteams zu der Überzeugung gekommen war, dass Goldwaters Chancen auf einen Wahlsieg nur mit einem guten Ergebnis in den Staaten des Mittleren Westens möglich sei. Seine späte Abkehr von dieser politischen These wurde jedoch in der US-Öffentlichkeit überwiegend als wenig glaubhaft angesehen. Ferner warb der republikanische Spitzenkandidat auch für einen Abbau von Subventionen und sprach sich gegen von Johnson geplante Fürsorgeprogramme, vor allem in den Bereichen Bildung und Gesundheit, aus. Goldwater hielt solche Programme für eine zu große Ausweitung der staatlichen Aktivität und propagierte stattdessen die private Fürsorge der Bürger und mehr Zuständigkeit für die Einzelstaaten. Außerdem warnte er vor einem bürokratischen und überdimensionierten Staatsapparat in Washington, der mit den demokratischen Programmen einherginge. Viele Republikaner forderten daher einen schlanken Staat und führten aus, Johnsons Politik stehe für den unkontrollierten Ausbau eines bürokratischen Sozialstaates. Innenpolitisch machte sich Goldwater somit auch zum Ziel, die bisherige Sozialpolitik der vergangenen vier Jahre unter Kennedy und Johnson rückgängig zu machen. Ein weiterer zentraler Gesichtspunkt der Goldwater-Kampagne war die Forderung nach substanziellen Steuersenkungen. Diese sollten insbesondere Geschäftsleuten und der oberen Einkommensschicht zugutekommen. Nach der Überzeugung Goldwaters und seiner erzkonservativen Unterstützer würden dadurch Anreize für mehr Investitionen und damit auch mehr Arbeitsplätze von Unternehmen geschaffen. Auch hier ließen sich deutliche Parallelen zur republikanischen Regierungspolitik der 1920er-Jahre erkennen.
Während Goldwater die Rolle der Bundesregierung insbesondere im innenpolitischen Bereich beschränken wollte, warb Johnson für sein zu Jahresbeginn begonnenes Reformprogramm der Great Society. Dieses sah einen Ausbau des Sozialstaates und eine größere Verantwortlichkeit der Bundesregierung in Washington vor. Sozialprogramme in den Bereichen Bildung und Gesundheit sollten nach Präsident Johnsons Vorstellungen insbesondere ärmeren Schichten und Minderheiten, vor allem Afroamerikanern, zugutekommen. Johnson plante hiermit einen großflächigen „Krieg gegen die Armut“ (War on Poverty). Nach seinem Dafürhalten sollten so nicht nur die Lebensbedingungen verbessert, sondern auch durch bessere Bildungsangebote mehr Menschen eine Chance auf dem Arbeitsmarkt gegeben werden. Bereits im Sommer 1964 hatte der Präsident mehrere Gesetze unterzeichnet, die Bundesstaaten und Kommunen Finanzmittel zur lokalen Armutsbekämpfung bereitstellten.
Johnsons Wahlkampagne attackierte Goldwater auch für seine Haltung im Bereich der Bürgerrechte. In zahlreichen Werbespots der Demokraten wurde von Goldwater das Image eines Rassisten geprägt, da der Senator aus Arizona gegen das im Juli erlassene Bürgerrechtsgesetz zur Aufhebung der Rassentrennung stimmte. Goldwaters Vorbehalte waren jedoch nicht rassistischer Natur, sondern er hatte die Zuständigkeit der Nationalregierung angezweifelt. Goldwater sprach sich öffentlich für die Gleichstellung afroamerikanischer Amerikaner aus, jedoch falle deren Ausführung in die Zuständigkeit der Bundesstaaten. Präsident Johnson hingegen kritisierte Goldwater für seine Haltung und stellte sich auf den Standpunkt, dass die Situation der Afroamerikaner in vielen Bundesstaaten (vor allem den Südstaaten) nicht zufriedenstellend und daher die Autorität der Bundesregierung gefordert sei. Gleichzeitig appellierte er jedoch sowohl an die Bundesstaaten als auch alle US-Bürger, die Gleichberechtigung im Allgemeinen voranzutreiben.

### Außenpolitische Auseinandersetzung
In der Außenpolitik kritisierte Goldwater die Haltung Johnsons, der für eine friedliche Koexistenz mit der Sowjetunion im Kalten Krieg stand. Goldwater griff vor allem Johnsons Vorgehen im Vietnamkonflikt an und warf ihm eine Appeasement-Politik vor. US-amerikanische Interessen seien nötigenfalls auch mit Gewalt umzusetzen. Diese Haltung hatte Goldwater bereits auf dem Nominierungskonvent deutlich gemacht, indem er davon sprach, dass „Extremismus bei der Verteidigung der Freiheit keine Schande sei“. Johnson und sein Wahlkampfteam konterten, indem sie Goldwater als unberechenbaren Extremisten brandmarkten, der die USA nolens volens in einen Atomkrieg verwickeln könne. Dies sollte gezielt Angst vor Goldwater als Präsidenten schüren, während Johnson als besonnener Staatsmann dargestellt wurde, der darüber hinaus die Außenpolitik seines Vorgängers Kennedy fortführte.
Im aufkommenden Fernsehzeitalter spielte das Medium TV eine ausschlaggebende Rolle im Wahlkampf von 1964. Sowohl Johnson als auch sein Herausforderer Goldwater bedienten sich auch gezielt der Diskreditierung des politischen Gegners durch Wahlwerbespots, die ab September 1964 landesweit ausgestrahlt wurden. Besondere Beachtung fand das erstmals am 7. September gesendete Daisy Ad des Johnson-Wahlkampfs. In ihm zu sehen ist ein kleines Mädchen mit einer Blume in der Hand, das der Explosion einer Atombombe entgegen sieht. Im Hintergrund ist die Stimme Goldwaters zu hören, der bis zur Detonation herunterzählt. Nach der Explosion ist Lyndon B. Johnson zu hören, der appelliert: „Wir müssen lernen einander zu lieben oder wir werden alle sterben.“ Dieser Werbefilm hinterließ, auch ohne dass Goldwaters Name in ihm fällt, in der US-Öffentlichkeit nachhaltigen Eindruck und stellte den republikanischen Kandidaten als Extremisten dar. Der Werbespot wurde von Tony Schwartz, einem sogenannten Spin Doctor, konzipiert und galt letztlich als sehr erfolgreich. In den Werbespots der Republikaner zur Außenpolitik wurde wiederholt die vermeintliche Schwäche der Demokraten zum Ausdruck gebracht. Sie beschuldigten den Präsidenten und seine Regierung die amerikanische Öffentlichkeit in außenpolitischen Angelegenheiten (vor allem im Vietnamkonflikt) gezielt irrezuführen. Des Weiteren wurde den regierenden Demokraten mangelnder Mut mit der Durchsetzung amerikanischer Interessen auf der weltpolitischen Bühne attestiert.

### Öffentliche Wahrnehmung
Sowohl Johnson als auch Goldwater erfuhren Unterstützung von zahlreichen bekannten Persönlichkeiten, innerhalb wie außerhalb der Politik. Der bekannte afroamerikanische Bürgerrechtler Martin Luther King sprach sich öffentlich gegen Goldwater aus, obwohl King selbst betonte, öffentlich keine Wahlempfehlungen zu geben. Jedoch unterstützten viele andere afroamerikanische Bürgerrechtler Lyndon B. Johnsons Wiederwahl. Auch die Gewerkschaften sahen in Johnsons Politik eher die Vertretung der Interessen von einfachen Bürgern und Arbeitern, während Goldwater eher die Interessen der großen Geschäftsleute zu repräsentieren schien.
Erstmals sehr stark öffentlich wahrgenommen wurde der Schauspieler Ronald Reagan aus Kalifornien, der sich im Wahlkampf für Barry Goldwater im Rahmen von öffentlichen Reden engagierte. Reagan galt im Gegensatz zu Goldwater als guter Redner und entsprechend hinterließen seine Auftritte in der Öffentlichkeit und den Medien einen bleibenden Eindruck. Seine Rede unter dem Titel A Time for Choosing (zu deutsch etwa Eine Zeit um (zwischen Alternativen) auszuwählen) erlangte nationale Bekanntheit. Bei diesem Auftritt sprach Reagan sich außenpolitisch für die Befreiung von „Millionen von Menschen, versklavt hinter dem Eisernen Vorhang“ aus und innenpolitisch für die weitgehende Zurückdrängung staatlichen Einflusses, womit er die Innenpolitik des Präsidenten scharf angriff. Viele sahen in Reagans Rede die beste des Goldwater-Wahlkampfes. Reagan sollte dann 1966 zum kalifornischen Gouverneur und 1980 selbst zum Präsidenten gewählt werden.
Der aktive Wahlkampf verstummte für einige Tage, als am 20. Oktober 1964 der ehemalige Präsident Herbert Hoover (Amtszeit 1929 bis 1933) starb. Dieser hatte sich zuvor für Barry Goldwater ausgesprochen.
Eine untergeordnete Rolle im Wahlkampf spielten auch die Vizepräsidentschaftskandidaten sowie die Ehefrauen der beiden Kontrahenten. Lady Bird Johnson, die auch finanzielle Mittel für den Wahlkampf ihres Mannes einfließen ließ, unternahm ebenfalls Wahlkampfauftritte. So bereiste sie mit dem Lady Bird Special, einem Zug, das Land und warb für die Bestätigung ihres Mannes im Amt.
Da es im Wahlkampf von 1960 erstmals überhaupt ein TV-Rededuell zwischen den Kandidaten gegeben hatte, wurde in der US-Öffentlichkeit sowie den Medien hinterfragt, ob es auch 1964 eine solche öffentliche Debatte im Fernsehen geben würde. Präsident Johnson lehnte im Sommer 1964 ein Rededuell mit Goldwater ab, da er mit einem TV-Duell angesichts seines Vorsprungs in Umfragen keinen Gewinn für seinen Wahlkampf sah. Im September 1964 ergab eine Gallup-Umfrage, dass er mit 65 gegen 29 Prozent deutlich in Führung lag.

## Ergebnisse und Analyse

### Wahlergebnis
| Kandidat                   | Partei | Partei       | Stimmen    | Stimmen | Wahlmänner |
| Kandidat                   | Partei | Partei       | Anzahl     | Prozent | Wahlmänner |
| -------------------------- | ------ | ------------ | ---------- | ------- | ---------- |
| Lyndon Baines Johnson      |        | Demokrat     | 43.127.041 | 61,1 %  | 486        |
| Barry Goldwater            |        | Republikaner | 27.175.754 | 38,4 %  | 52         |
| nicht gebundene Wahlmänner |        | Demokrat     | 210.732    | 0,3 %   | —          |
| Andere                     | Andere | Andere       | 125.757    | 0,2 %   | —          |
| Gesamt                     | Gesamt | Gesamt       | 70.639.284 | 100,0 % | 538        |

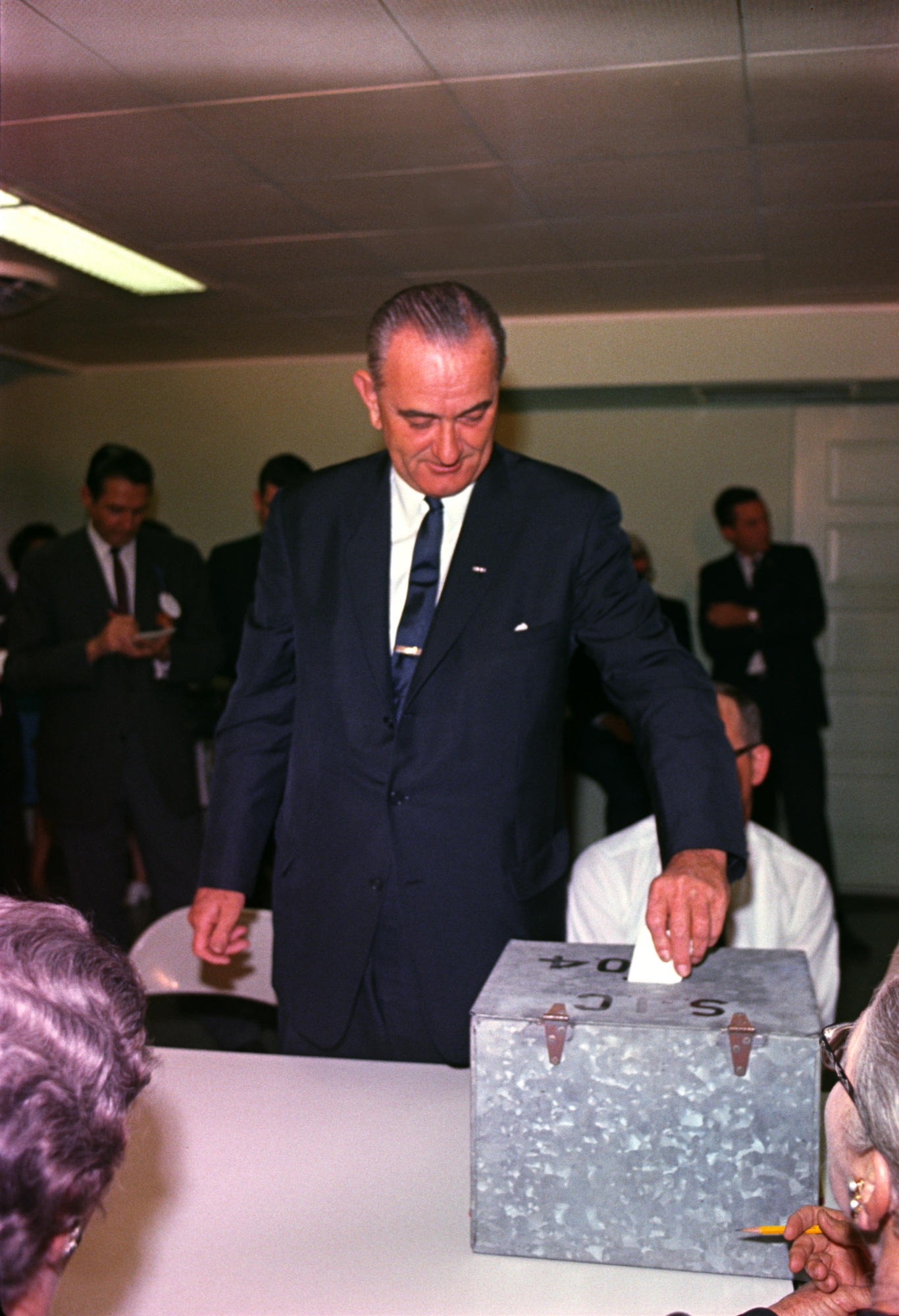
Lyndon B. Johnson bei der Stimmabgabe in Texas am Wahltag, dem 3. November 1964

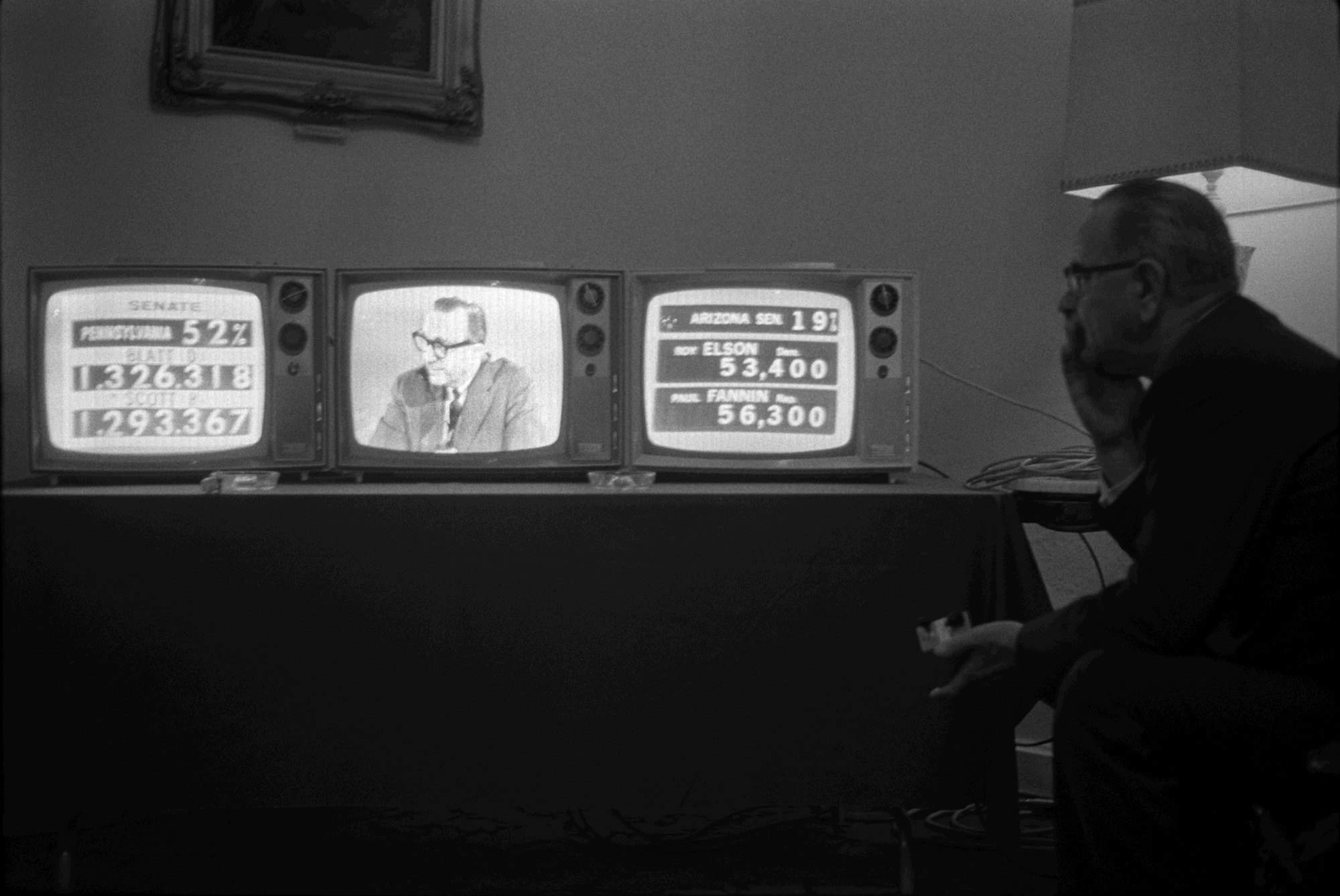
Präsident Johnson schaut im Fernsehen die Ergebnisse in der Wahlnacht an

Die Präsidentschaftswahl fiel auf den 3. November 1964. Präsident Johnson gewann die Wahl mit einem sehr deutlichen Vorsprung gegenüber seinem republikanischen Herausforderer. Bei der Volkswahl hatte der Amtsinhaber 61,1 Prozent, rund 43 Millionen Stimmen, der Voten auf sich vereinen können, während nur 38,5 Prozent Goldwater ihre Stimme gaben. Abgegeben wurden insgesamt 70.639.284 Wahlstimmen, womit die Wahlbeteiligung bei 61,9 Prozent lag, was einen Rückgang von circa einem Prozent im Vergleich zu 1960 darstellte. Mit Ausnahme von fünf Südstaaten sowie Goldwaters Heimatstaat Arizona hatte Lyndon B. Johnson in allen anderen 44 Bundesstaaten eine Stimmenmehrheit erlangt, womit er sich jeweils alle Wahlmänner dieser Staaten sicherte. Im Wahlmännergremium, wo alle Wahlmännerstimmen an Kandidaten mit der jeweiligen Stimmenmehrheit des Bundesstaates gehen, erlangte Johnson damit 486 der 538 Stimmen. Goldwater sicherte sich 52 Stimmen, wobei 270 für die Wahl zum Präsidenten erforderlich waren. Das Abstimmungsergebnis bei der Wahl des Vizepräsidenten war dasselbe, Humphrey erhielt 486 Stimmen und Miller 52. Im Englischen spricht man daher von einem landslide victory, einem Erdrutschsieg.
In den während des Jahres 1964 erhobenen Umfragen zur Wahl hatte Johnson stets über einen komfortablen Vorsprung verfügt.
Der erreichte Stimmenanteil von 61,1 Prozent ist der bis heute höchste in der US-Geschichte und übertraf sogar das Ergebnis der Wahl von 1936, als Franklin D. Roosevelt 60,8 Prozent aller Wähler für sich gewann. Das Ergebnis im Electoral College war ebenfalls eines der besten in der amerikanischen Geschichte. Im 20. Jahrhundert wurde es nur von Franklin D. Roosevelt 1936 sowie Richard Nixon 1972 und zweimal von Ronald Reagan (1980 und 1984) übertroffen, wobei jedoch in keiner dieser Wahlen ein höherer Stimmenanteil bei der Volkswahl erzielt wurde. Außerdem hat seit 1964 kein demokratischer Präsidentschaftskandidat Lyndon B. Johnsons Ergebnis im Wahlmännergremium übertroffen.

### Demographisches Kräfteverhältnis
Bei den Afroamerikanern zeigte sich der deutlichste Unterschied im Wahlergebnis. Seit dem Sezessionskrieg waren Afroamerikaner eher den Republikanern zugeneigt, da mit diesen noch die Sklavenbefreiung unter Abraham Lincoln identifiziert wurde. Bereits mit Sozialprogrammen wie dem New Deal unter Präsident Roosevelt in den 1930ern sowie der Forderung nach Gleichberechtigung für Schwarze durch Präsident Truman (Abschaffung der Rassentrennung in den Streitkräften) begannen Schwarze sich eher den Demokraten zuzuwenden. Als Präsident Kennedy sich noch deutlicher für afroamerikanische Bürgerrechte aussprach und nachdem unter Präsident Johnsons Federführung die Rassentrennung im Juli 1964 endgültig aufgehoben wurde, hatte sich die Abkehr der Schwarzen von den Republikanern hin zu den Demokraten fast vollständig vollzogen. Johnson errang bei der Wahl mehr als 95 Prozent der afroamerikanischen Stimmen. Vier Jahre zuvor waren es bei Kennedy noch gut zwei Drittel gewesen. Bei allen folgenden Wahlen erhielten demokratische Kandidaten stets über 80 Prozent der afroamerikanischen Stimmen. Da Afroamerikaner jedoch nur eine Minderheit darstellten, wurde das Gesamtergebnis durch Johnsons starkes Abschneiden bei dieser Bevölkerungsgruppe nur um rund zwei Prozent beeinflusst. Bei den weißen Wählern hatte er 59 Prozent der Stimmen erhalten, Goldwater erreichte hier einen Anteil von 41 Prozent.
Die Verteilung nach Geschlechtern spiegelte das Endergebnis mit wenigen Abweichungen wider: Während Johnson bei den Frauen mit 62 Prozent etwas besser abschnitt, lag sein Anteil von 60 Prozent bei den Männern etwas unter dem gesamten Ergebnis. Entsprechend hatte Goldwater prozentual etwas mehr männliche Stimmen erhalten als insgesamt, nämlich 40 Prozent. Bei den Frauen kam er auf 37 Prozent, also im Verhältnis etwas weniger als bei allen Stimmen.
Bei allen Altersgruppen erreichte Johnson eine Mehrheit, jedoch nahm sein Stimmenanteil mit zunehmendem Alter der Wähler ab. So wählten ihn bei den unter 30-Jährigen (Wahlmindestalter 21) 64 Prozent, bei den über 50-Jährigen 59 Prozent. Goldwater dagegen war bei älteren Wählern erfolgreicher als bei jüngeren.

### Geographisches Kräfteverhältnis
Geographisch die meisten Stimmen erhielt Johnson im Nordosten der USA sowie an der Westküste. Aber auch in seinem Heimatstaat Texas im Süden konnte er eine deutliche Mehrheit der Wählerstimmen erringen. Sein bestes Ergebnis erreichte Johnson neben Washington, D.C. mit 85 Prozent im Bundesstaat Rhode Island, wo 80 Prozent der Stimmen an ihn gingen. Überraschend konnte der Amtsinhaber sich zusätzlich in den eher ländlich-konservativ geprägten Staaten zwischen Pazifikküste und Großen Seen durchsetzen. Bis heute ist dies die letzte Wahl, bei der ein demokratischer Präsidentschaftskandidat eine Mehrheit in Alaska, Idaho, Kansas, Nebraska, North Dakota, Oklahoma, South Dakota, Utah und Wyoming erhielt; nach Johnson siegten in diesen Staaten bei allen nachfolgenden Wahlen ausschließlich Kandidaten der Republikaner. In Bezug auf Alaska, das 1960 erstmalig mitwählen durfte, war dies bislang die einzige Wahl, bei der ein demokratischer Präsidentschaftskandidat siegte. Indiana und Montana votierten danach lediglich bei einer Wahl mehrheitlich für einen Kandidaten der Demokraten; in Montana erhielt Bill Clinton 1992 eine Mehrheit und Barack Obama 2008 in Indiana.
Goldwater errang in den Staaten des tiefen Südens deutliche Mehrheiten, die Johnsons Afroamerikaner-freundliche Politik ablehnten. Daneben konnte Goldwater ausschließlich in seinem Heimatstaat Arizona siegen. Dort allerdings lag er mit ein Prozent in Führung, wobei Johnsons Vorsprung in Florida und Idaho ebenfalls bei lediglich rund zwei Prozent lag.
Die Wahl reflektierte erstmals eine deutliche Umkehr der geographischen Kräfteverhältnisse in den USA. Bislang waren die nördlichen Bundesstaaten, insbesondere an der Küste, republikanisch geprägt, während die Südstaaten mehr den Demokraten zugeneigt waren. Da die Rassenprobleme in den Südstaaten am ausgeprägtesten waren und viele Bürger dieser Region eine Aufhebung der Rassentrennung offen ablehnten, führte dies zu einer Abkehr von der Demokratischen Partei, deren Spitzenpolitiker für die Gleichberechtigung von Afroamerikanern plädierten und entsprechende Maßnahmen ergriffen. Dieser Abkehrprozess von den Demokraten in den Südstaaten hatte bereits 1948 begonnen, als sich Präsident Harry S. Truman für mehr Rechte für Schwarze aussprach und die Rassentrennung in den Streitkräften durch einen präsidialen Erlass wenige Monate vor der Wahl aufhob. Damals hatte sich sogar aus der Demokratischen Partei eine Splittergruppe von Südstaatlern formiert, die ihren eigenen Präsidentschaftskandidaten aufstellte. Bereits nachdem Johnson das Bürgerrechtsgesetz von 1964 unterzeichnet hatte, äußerte er gegenüber Vertrauten die Befürchtung, die Demokraten hätten soeben die Südstaaten für eine sehr lange Zeit an die Republikaner abgetreten. Nach 1964 konnte lediglich Jimmy Carter im Jahr 1976 in den südlichen US-Bundesstaaten die Präsidentschaftswahl gewinnen.
Da sich die Bewohner der nördlichen Bundesstaaten mehr mit liberalen und progressiven Standpunkten identifizieren konnten, wandten sich diese Regionen fortan mehr den Demokraten zu. So war Johnson 1964 der erste Demokrat, der im Staat Vermont gewann.
Die nachfolgende Tabelle zeigt die Stimmverteilung in den Bundesstaaten. Der Kandidat mit den meisten Stimmen erhält automatisch alle Wahlmänner, die dieser Bundesstaat zu vergeben hat. Die Zahl der Elektoren je Staat hängt von seiner Einwohnerzahl ab, wobei am Ende die Wahlmänner einfach summiert werden.
Legende:
- Bundesstaat: betreffender Bundesstaat (beim District of Columbia (Washington) handelt es sich um keinen Bundesstaat, sondern den Bundesdistrikt)
- Johnson: Prozentualer Stimmenanteil für Lyndon B. Johnson
- Goldwater: Prozentualer Stimmenanteil für Barry Goldwater
- Wahlmänner Johnson: Anzahl der Wahlmänner des Staates, die auf Johnson entfallen
- Wahlmänner Goldwater: Anzahl der Wahlmänner des Staates, die auf Goldwater entfallen

Auf 100 Prozent fehlend: Weitere Kandidaten oder ungültige Stimmen
| Bundesstaat          | Johnson (D) | Goldwater (R) | Wahlmänner Johnson | Wahlmänner Goldwater |
| -------------------- | ----------- | ------------- | ------------------ | -------------------- |
| Alabama              | 30,55       | 69,45         | 0                  | 10                   |
| Alaska               | 65,91       | 34,09         | 3                  | 0                    |
| Arizona              | 49,45       | 50,45         | 0                  | 5                    |
| Arkansas             | 56,06       | 43,41         | 6                  | 0                    |
| Colorado             | 61,27       | 38,19         | 6                  | 0                    |
| Connecticut          | 67,81       | 32,09         | 8                  | 0                    |
| Delaware             | 60,95       | 38,78         | 3                  | 0                    |
| District of Columbia | 85,50       | 14,50         | 3                  | 0                    |
| Florida              | 51,15       | 48,85         | 14                 | 0                    |
| Georgia              | 45,87       | 54,12         | 0                  | 12                   |
| Hawaii               | 78,76       | 21,24         | 4                  | 0                    |
| Idaho                | 50,92       | 49,08         | 4                  | 0                    |
| Illinois             | 59,47       | 40,53         | 26                 | 0                    |
| Indiana              | 55,98       | 43,46         | 13                 | 0                    |
| Iowa                 | 61,88       | 37,92         | 9                  | 0                    |
| Kalifornien          | 59,11       | 40,79         | 40                 | 0                    |
| Kansas               | 54,09       | 45,06         | 7                  | 0                    |
| Kentucky             | 64,01       | 35,65         | 9                  | 0                    |
| Louisiana            | 43,19       | 56,81         | 0                  | 10                   |
| Maine                | 68,84       | 31,16         | 4                  | 0                    |
| Maryland             | 65,47       | 34,53         | 10                 | 0                    |
| Massachusetts        | 76,19       | 23,44         | 14                 | 0                    |
| Michigan             | 66,70       | 33,10         | 21                 | 0                    |
| Minnesota            | 63,76       | 36,00         | 10                 | 0                    |
| Mississippi          | 12,86       | 87,14         | 0                  | 7                    |
| Missouri             | 64,05       | 35,95         | 12                 | 0                    |
| Montana              | 58,95       | 40,57         | 4                  | 0                    |
| Nebraska             | 52,61       | 47,39         | 5                  | 0                    |
| Nevada               | 58,58       | 41,42         | 3                  | 0                    |
| New Hampshire        | 63,64       | 36,36         | 4                  | 0                    |
| New Jersey           | 65,61       | 33,86         | 17                 | 0                    |
| New Mexico           | 59,22       | 40,24         | 4                  | 0                    |
| New York             | 68,56       | 31,31         | 43                 | 0                    |
| North Carolina       | 56,15       | 43,85         | 13                 | 0                    |
| North Dakota         | 57,97       | 40,88         | 4                  | 0                    |
| Ohio                 | 62,94       | 37,06         | 26                 | 0                    |
| Oklahoma             | 55,75       | 44,25         | 8                  | 0                    |
| Oregon               | 63,72       | 35,96         | 6                  | 0                    |
| Pennsylvania         | 64,92       | 34,70         | 29                 | 0                    |
| Rhode Island         | 80,87       | 19,13         | 4                  | 0                    |
| South Carolina       | 41,10       | 58,89         | 0                  | 8                    |
| South Dakota         | 55,61       | 44,39         | 4                  | 0                    |
| Tennessee            | 55,50       | 44,49         | 11                 | 0                    |
| Texas                | 63,62       | 36,49         | 25                 | 0                    |
| Utah                 | 54,86       | 45,14         | 4                  | 0                    |
| Vermont              | 66,30       | 33,69         | 3                  | 0                    |
| Virginia             | 53,54       | 46,18         | 12                 | 0                    |
| Washington           | 61,97       | 37,37         | 9                  | 0                    |
| West Virginia        | 67,94       | 32,06         | 7                  | 0                    |
| Wisconsin            | 62,09       | 37,74         | 12                 | 0                    |
| Wyoming              | 56,56       | 43,44         | 3                  | 0                    |
| Gesamt               | 61,05       | 38,47         | 486                | 52                   |

### Analyse

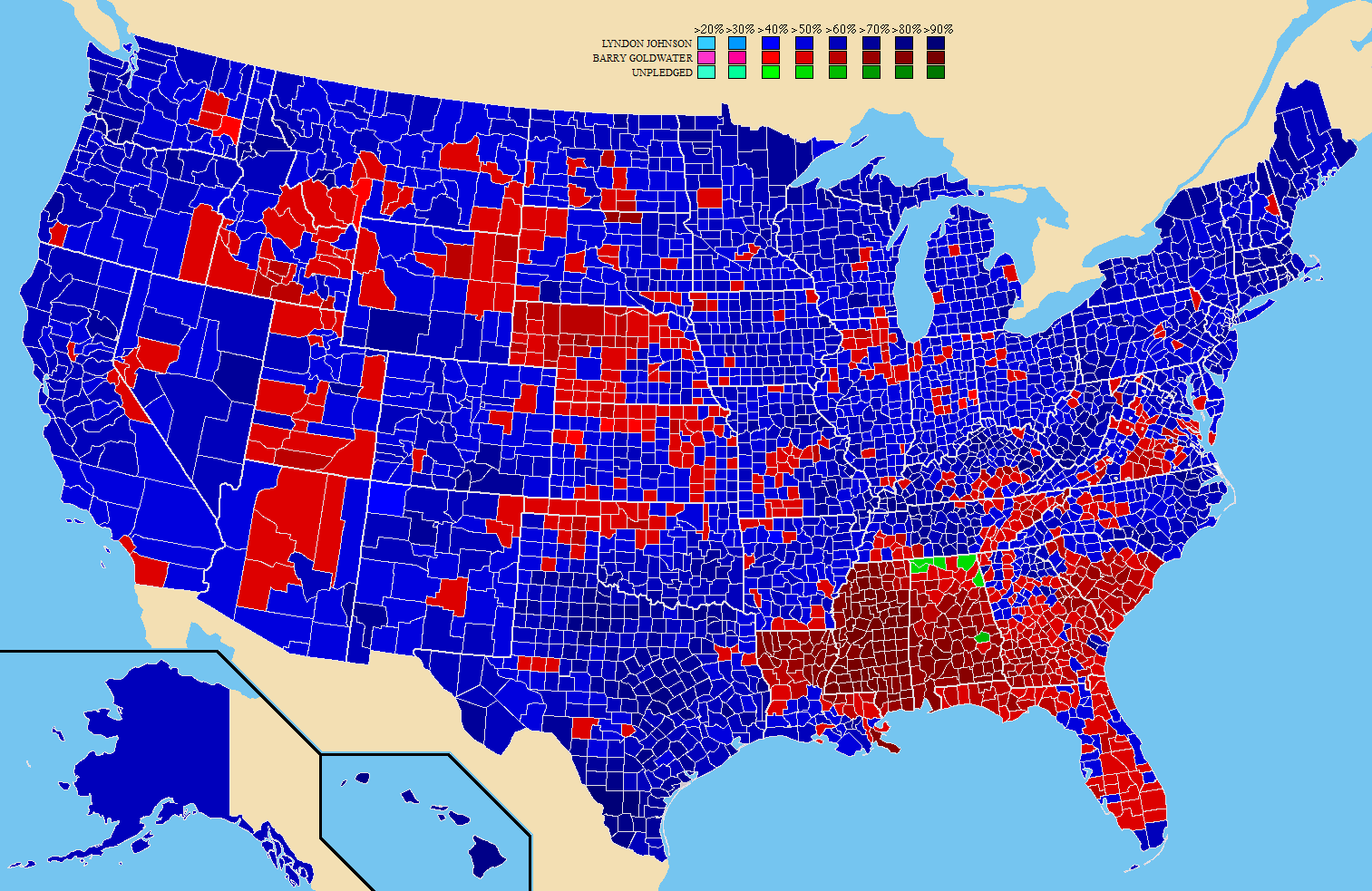
Ergebnisse der Wahl nach Countys, rot gefärbte Countys stimmten für Goldwater, blaue für Johnson. Je dunkler die Farbe, desto größer der jeweilige Vorsprung an Stimmen

Die Gründe für Goldwaters so deutliche Niederlage werden von Historikern mit mehreren Faktoren begründet: Einerseits stand die Nation noch immer unter dem Schock des Mordanschlages auf John F. Kennedy, der sich seit seinem Tod zu einer Art Ikone entwickelt hatte, sowie dem innenpolitischen Kurs Lyndon B. Johnsons, der eher als Goldwaters Programm darauf abzuzielen schien, mehr Gerechtigkeit und Solidarität in der Gesellschaft zu schaffen. Anderseits konnte sich Johnson nicht nur als würdiger Fortführer der Kennedy-Politik präsentieren, er schien auch außenpolitisch eher in der Lage den Weltfrieden in Zeiten des Ost-West-Konflikts zu wahren. Die Analysen der Präsidentschaftswahl 1964 kommen übereinstimmend zu dem Ergebnis, dass die demokratische Wahlkampagne mit dem Darstellen Goldwaters als Extremist sehr erfolgreich war. Gleichzeitig stieß der republikanische Wahlkampf auch mit diversen Wahlkampfstrategien überwiegend auf Ablehnung: So bediente sich Goldwater des zweideutigen Slogans In your heart you know he’s right, wobei sich das englische right hier sowohl auf „richtig“ beziehen kann als auch „rechts“ im politischen Spektrum in Anlehnung auf Goldwaters rechtskonservative Positionen. Als einzig positiv in Erinnerung blieb die charismatische Rede A time for choosing von Ronald Reagan. Doch Reagan, der bis dato als Schauspieler und nicht als Politiker bekannt war, konnte weniger für Goldwater als sich selbst begeistern. Andererseits standen auch seine Positionen jenen Präsident Johnsons sowie seinem Vorgänger entgegen, die sich 1964 hoher Popularität erfreuten. Über das Jahr hindurch lagen Johnsons Zustimmungswerte in Umfragen bei über 70 Prozent.
Von politischen Beobachtern und Historikern wurde das Debakel für Goldwater als Indiz dafür gewertet, dass Präsidentschaftswahlen in den USA von ideologisch sehr exponierten Kandidaten nicht zu gewinnen seien. Diese These bestätigte sich auch acht Jahre später bei der Wahl 1972, als Richard Nixon, damals amtierender Präsident, seinen als sehr linksgerichtet geltenden Herausforderer George McGovern mit einem ähnlichen Ergebnis wie Johnson Goldwater schlug. Diese These gilt jedoch seit dem Wahlsieg 1980 des deklariert konservativen Ronald Reagan als widerlegt. Heute herrscht die Meinung vor, dass 1964 Johnson wahrscheinlich von keinem Republikaner zu schlagen gewesen wäre, wenngleich die Niederlage Goldwaters durch die benannten Faktoren übermäßig hoch ausfiel. Der Johnson-Biograf Robert Dallek führt darüber hinaus aus, das Wahlergebnis sei mehr das Produkt einer „Anti-Goldwater“ als einer „Pro-Johnson“-Stimmung gewesen. Ein Jahr nach dem Attentat auf John F. Kennedy sei das Land schlicht nicht für einen dritten Präsidenten in dieser kurzen Zeit bereit gewesen und habe daher mit dem Amtsinhaber politische Kontinuität gewählt.

## Aus- und Nachwirkungen

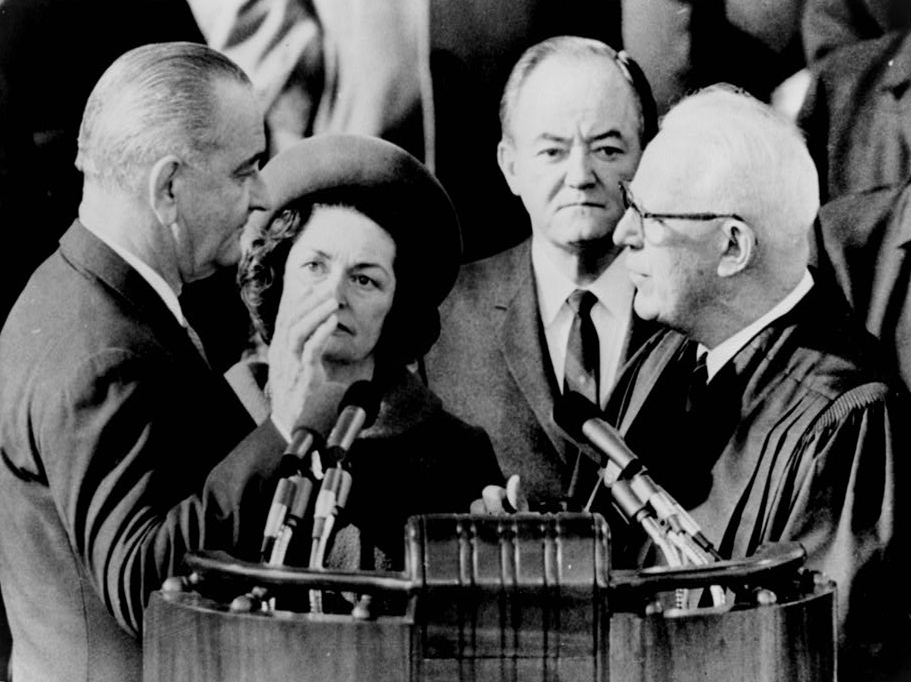
20. Januar 1965: Der oberste Richter Earl Warren nimmt Wahlsieger Johnson den Amtseid für eine weitere Amtsperiode ab

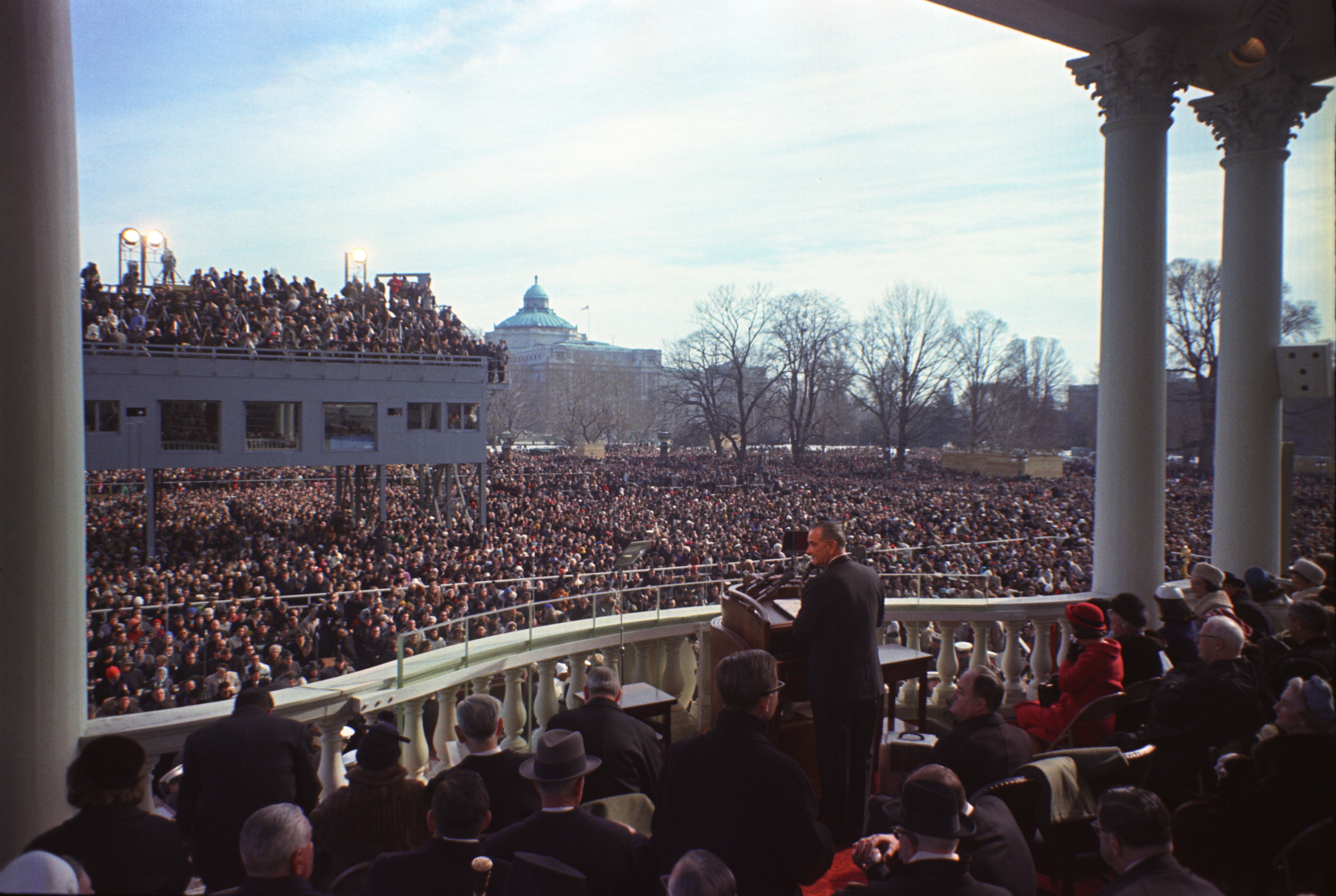
Ansprache (Inaugural Address) anlässlich Lyndon B. Johnsons Vereidigung

Nach gewonnener Wahl wurde Johnson turnusgemäß am 20. Januar 1965 zweitmalig zum Präsidenten der USA vereidigt, während Hubert H. Humphrey das seit dem Kennedy-Attentat vakante Amt des Vizepräsidenten übernahm.
Neben dem hohen Wahlsieg Lyndon B. Johnsons konnten dessen Demokraten auch bei den parallel stattfindenden Kongresswahlen große Erfolge verbuchen und somit ihre bereits deutlichen Mehrheiten weiter ausbauen. Im Repräsentantenhaus errangen die Demokraten 295 Mandate, die Republikaner 140. Im Senat wurden 68 Sitze mit Demokraten besetzt, 32 mit Republikanern. Damit gab es in beiden Kongresskammern eine Zweidrittelmehrheit für die Partei des Präsidenten. Nach seinem Wahlsieg und einem ihm freundlich gesinnten Kongress initiierte Präsident Johnson sein Reformprogramm mit dem Titel Great Society (deutsch Große Gesellschaft). Dieses sah Reformen im Bildungsbereich, Armutsbekämpfung, Stärkung der Rechte von Schwarzen und weiteren Minderheiten sowie Umweltschutzmaßnahmen vor. Die New York Times sprach von einer „Lawine sozialer Gesetzgebung“.
Während Johnson im innenpolitischen Bereich viele Erfolge erzielen konnte, verstärkte er in den folgenden Jahren das militärische Engagement im Vietnamkrieg. Diese militärische Beteiligung der USA stieß jedoch aufgrund ausbleibender  Erfolge und steigender Verluste ab etwa 1967 auf wachsenden Widerstand und führte zu einer zunehmenden Polarisierung der Gesellschaft. Damit einher ging ein politischer Glaubwürdigkeitsverlust der Johnson-Regierung. Für die Präsidentschaftswahl 1968 verzichtete Präsident Johnson auf eine weitere Kandidatur, obwohl diese zulässig gewesen wäre, da er weniger als die Hälfte von Kennedys verbleibender Amtszeit ausgefüllt hatte. Sein Nachfolger wurde der Republikaner Richard Nixon, der weniger konservativ als Goldwater war und sich bei der Wahl knapp gegen Johnsons Vizepräsidenten Hubert Humphrey durchsetzen konnte. Lyndon B. Johnson, der seinen überraschenden Verzicht auf eine weitere Amtsperiode mit seiner sich zunehmend verschlechternden Gesundheit begründete, schied im Januar 1969 aus dem Amt. Er starb im Jahr 1973.
Barry Goldwater, der 1964 keine Wiederwahl im Senat anstrebte, kandidierte 1968 aufgrund seiner Popularität in Arizona erneut für den Senat, dem er nach drei Wiederwahlen noch bis 1987 angehörte, bevor er 1998 starb. Um die Präsidentschaftskandidatur bewarb sich Goldwater nicht mehr, was er bereits nach seiner Niederlage angekündigt hatte.
Trotz Goldwaters drastischer Niederlage sahen viele in seiner Kandidatur den Grundstein für ein Wiedererstarken des Konservatismus in den 1970er- und 1980er-Jahren gelegt. Deren zentrale Figur wurde Goldwaters Unterstützer und Vertrauter Ronald Reagan, der bereits 1966, als die Republikaner auch bei den Halbzeitwahlen zum Kongress Mandate hinzu gewannen, zum kalifornischen Gouverneur gewählt wurde. Moderate Kräfte in der Republikanischen Partei verloren an Einfluss, als 1974 Präsident Nixon, der sich zwar als Konservativer sah, jedoch viele der Great Society Programme fortsetzte und sogar in einigen Bereichen wie dem Umweltschutz ausweitete, im Zuge der Watergate-Affäre zurücktrat. So konnte Nixons Nachfolger Gerald Ford, der ebenfalls als weniger konservativ galt, trotz seines Status als Amtsinhaber gegen Reagan nur knapp die Vorwahlen zur Präsidentschaftskandidatur 1976 gewinnen. Reagan, der 1980 als Präsident gewählt und 1984 bestätigt wurde, berief sich in vielen politischen Bereichen auf Goldwater. So wurde unter seiner Führung mit dem Schlagwort Reaganomics die Finanzierung zahlreicher Sozialprogramme aus den Zeiten der Great Society und des New Deals massiv gekürzt, gleichzeitig die Ausgaben für Rüstung erhöht und Steuersenkungen für obere Einkommensschichten durchgesetzt, was ein Rekord-Haushaltsdefizit generierte.

## Besonderheiten
Diese Wahl war die erste seit Verabschiedung des 23. Verfassungszusatzes, die den Einwohnern des District of Columbia das Wahlrecht bei Präsidentschaftswahlen zugestand. Der Distrikt stimmte für Johnson und stimmt seither bei jeder Wahl, meist mit überwältigender Mehrheit, für den jeweiligen Kandidaten der Demokraten.